# The Voice (Castingshow)

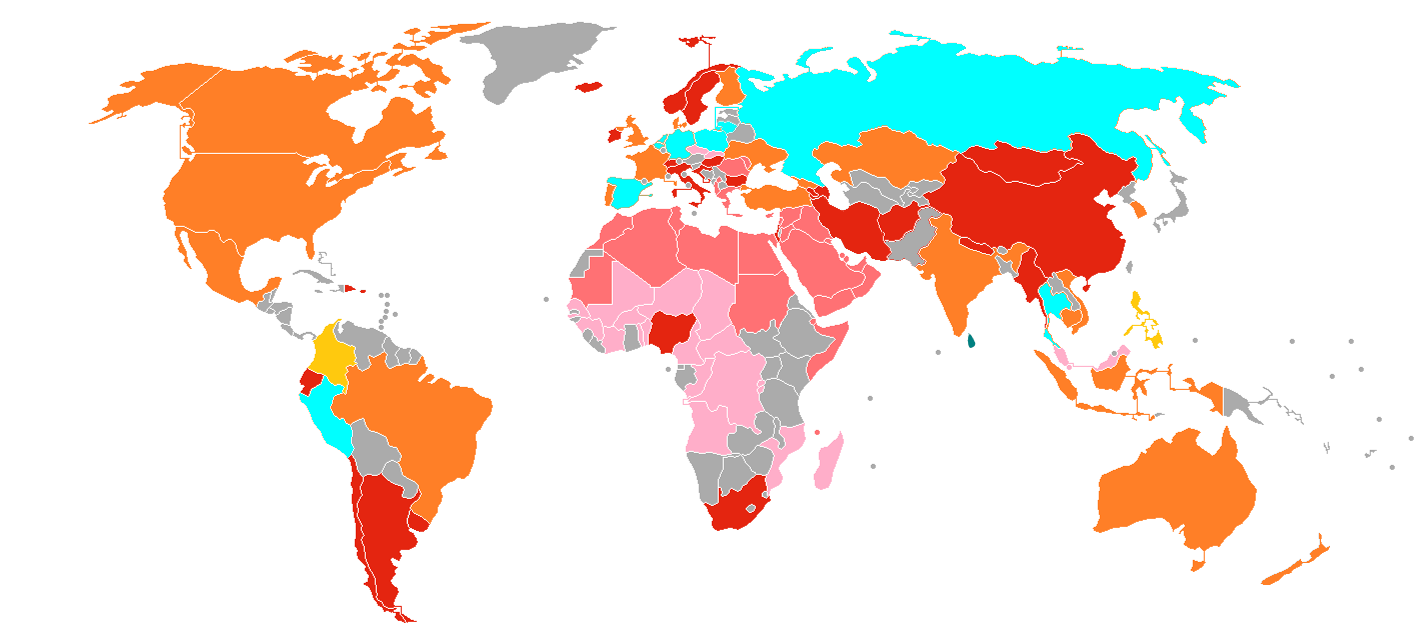
Länder mit eigener Version von The Voice
Länder mit eigenen Versionen von The Voice und The Voice Kids
Länder mit eigenen Versionen von The Voice, The Voice Kids und The Voice Senior
Länder mit eigenen Versionen von The Voice, The Voice Kids und The Voice Teens
Teile einer regionalen oder multinationalen Version von The Voice
Teile von regionalen oder multinationalen Versionen von The Voice und The Voice Kids

The Voice ist ein Konzept für eine Gesangs-Castingshow, das von dem niederländischen Fernsehproduzenten John de Mol entwickelt wurde. Erstmals verwendet wurde es für die Serie The Voice of Holland, die in den Niederlanden Ende 2010 und Anfang 2011 bis zu 54 % Einschaltquote in den Zielgruppen erreichte. Das Konzept wurde danach in vielen Ländern weltweit übernommen, unter anderem folgte im Frühjahr 2011 die amerikanische Ausgabe The Voice. Die deutsche Version The Voice of Germany wurde erstmals im November 2011 ausgestrahlt, die Schweizer Version The Voice of Switzerland erstmals im Januar 2013. Weitere Varianten sind The Voice Kids, The Voice Teens und The Voice Senior.

## Konzept
Für die erste Phase der Fernsehsendung, die sogenannten „Blind Auditions“, werden in der Regel mehr als 100 Teilnehmer eingeladen. Dort müssen die Kandidaten, begleitet von einer Live-Band, vor Publikum auf einer Bühne vorsingen. Etwa 40 % bis 60 % aller Vorträge werden im Fernsehen gezeigt. Die vier Jurymitglieder können die Sängerin oder den Sänger zunächst nur hören, aber nicht sehen, weil sie in einem Drehstuhl mit dem Rücken zur Bühne sitzen. Sie können für einen Kandidaten stimmen, indem sie während seines Vortrags einen Knopf drücken, um ihren Stuhl zur Bühne zu drehen. Der Kandidat kommt eine Runde weiter, wenn er mindestens eine der vier Jurystimmen erhält. Unter denjenigen Jurymitgliedern, die sich für ihn umgedreht haben, wählt der Kandidat seinen Coach für die weiteren Runden. In den Blind Auditions soll jeder der vier Coaches eine gleich große Gruppe von Kandidaten bekommen, sie besteht je nach Land und Version aus 10 bis 27 Kandidaten.
Es folgt ein Trainingsabschnitt, in dem die Coaches ihre Kandidaten auf die „Battle Round“ genannte zweite Phase vorbereiten. In der Battle Round singen jeweils zwei oder auch drei Kandidaten derselben Coachinggruppe ein Lied gemeinsam. Nur einer der Kandidaten kommt nach Entscheidung des jeweiligen Coaches weiter. In manchen Versionen können einige unterlegene Kandidaten von anderen Coaches übernommen werden; möchten mehrere Coaches den gleichen Kandidaten übernehmen, so wählt dieser seinen neuen Coach, ähnlich wie in den Blind Auditions, selbst aus. Auf die Battle Round kann je nach Version eine weitere, „Sing-Off“, „Knockout Round“ oder „Showdown“ genannte Phase folgen; in dieser müssen einige oder auch alle Kandidaten jeder Coachinggruppe nochmals ein Lied vortragen, wonach jeder Coach seine Teilnehmer an den Liveshows bestimmt.
In der letzten Phase, den Liveshows, treten die Kandidaten innerhalb ihrer Coachinggruppen gegeneinander an und werden sowohl von den Coaches als auch von den Fernsehzuschauern bewertet. Vertreter unterschiedlicher Coaches treffen erst im Finale oder im Halbfinale aufeinander. Über den Sieg in der Finalshow entscheiden – je nach Version – entweder per Televoting allein die Fernsehzuschauer oder es gibt eine kombinierte Wertung aus der Anzahl Lied-Downloads der vier Finalisten und dem Televotingergebnis.

## Versionen weltweit
Das „The Voice“-Konzept wurde erstmals in der Sendereihe The Voice of Holland verwendet, die ab September 2010 im Fernsehen gezeigt wurde. Im April 2011 folgte die amerikanische Version The Voice, im Mai 2011 die ukrainische Ausgabe Голос країни.
Inzwischen wurden weltweit mindestens 65 verschiedene „The Voice“-Versionen mit insgesamt mehr als 380 Staffeln ausgestrahlt.
| Land oder Region                | Titel                                                     | Sender                  | Staffel (Jahr), Gewinner                         | Ausstrahlungs- zeitraum                                | Jury | Moderation |
| ------------------------------- | --------------------------------------------------------- | ----------------------- | ------------------------------------------------ | ------------------------------------------------------ | --- | --- |
| Afghanistan                     | آواز افغانستان (The Voice of Afghanistan)                 | Tolo TV                 | 1. Staffel (2013), Jawed Yosufi                  | 24. Mai 2013 bis 4. Oktober 2013                       | Obaid Juenda Qais Ulfat Aryana Sayeed Nazir Khara                                                                  | Ahmad Popal Khadija Sadat (Backstage)                                                                                  |
| Afghanistan                     | آواز افغانستان (The Voice of Afghanistan)                 | Tolo TV                 | 2. Staffel (2014), Najibullah Shirza             | 30. Mai 2014 bis 17. Oktober 2014                      | Obaid Juenda Qais Ulfat Freshta Sama Nazir Khara                                                                   | Omid Nezami Khadija Sadat (Backstage)                                                                                  |
| Afrika (frankophone Länder)     | The Voice Afrique Francophone                             | Voxafrica               | 1. Staffel (2016/17), Pamela Baketana            | 15. Oktober 2016 bis 5. Februar 2017                   | Lokua Kanza Charlotte Dipanda A’salfo Singuila                                                                     | Claudy Siar |
| Afrika (frankophone Länder)     | The Voice Afrique Francophone                             | Voxafrica               | 2. Staffel (2017/18), Victoire Biaku             | 14. Oktober 2017 bis 18. April 2018                    | Lokua Kanza Josey Youssoupha Singuila                                                                              | Claudy Siar |
| Afrika (frankophone Länder)     | The Voice Afrique Francophone                             | Voxafrica               | 3. Staffel (2020/21), Lady Shine                 | 15. Februar 2020 bis 1. Mai 2021                       | Lokua Kanza Charlotte Dipanda Nayanka Bell (vor Liveshows), Youssoupha (nur Liveshows) Hiro Le Coq                 | Claudy Siar |
| Afrika (frankophone Länder)     | The Voice Afrique Francophone                             | Voxafrica               | 4. Staffel (2024), Vova Music                    | 20. April 2024 bis 27. Juli 2024                       | Mix Premier Josey Didi B O’Nel Mala                                                                                | Yves Zogbo Jr. |
| Afrika                          | The Voice Africa                                          | Airtel TV               | 1. Staffel (2023/24)                             | 2. April 2023 bis Nov. 2023 (vorzeitig beendet)        | Yemi Alade Awilo Longomba Lady Jaydee Locko                                                                        | Gaetano Kagwa Dakore Egbuson-Akande                                                                                    |
| Albanien                        | The Voice of Albania                                      | Top Channel             | 1. Staffel (2011/12), Rina Bilurdagu             | 21. Oktober 2011 bis 10. Februar 2012                  | Elton Deda Alma Bektashi Sidrit Bejleri Miriam Cani                                                                | Ledion Liço |
| Albanien                        | The Voice of Albania                                      | Top Channel             | 2. Staffel (2012/13), Venera Lumani              | 5. Oktober 2012 bis 25. Januar 2013                    | Elton Deda Alma Bektashi Sidrit Bejleri Miriam Cani                                                                | Ledion Liço |
| Albanien                        | The Voice of Albania                                      | Top Channel             | 3. Staffel (2013/14), Florent Abrashi            | 4. Oktober 2013 bis 24. Januar 2014                    | Elton Deda Alma Bektashi Sidrit Bejleri Aurela Gaçe                                                                | Ledion Liço |
| Albanien                        | The Voice of Albania                                      | Top Channel             | 4. Staffel (2014/15), Aslaidon Zaimaj            | 3. Oktober 2014 bis 2. Januar 2015                     | Elsa Lila Alma Bektashi Sidrit Bejleri Genc Salihu                                                                 | Ledion Liço |
| Albanien                        | The Voice of Albania                                      | Top Channel             | 5. Staffel (2016), Tiri Gjoci                    | 8. Januar 2016 bis 17. April 2016                      | Jonida Maliqi Alma Bektashi Sidrit Bejleri Genc Salihu                                                             | Ledion Liço |
| Albanien                        | The Voice of Albania                                      | Top Channel             | 6. Staffel (2017), Klinti Çollaku                | 27. Januar 2017 bis 19. Mai 2017                       | Xuxi Rona Nishliu Alban Skënderaj Besa Kokëdhima                                                                   | Ledion Liço |
| Angola                          | The Voice Angola                                          | Banda TV                | 1. Staffel (2015/16), Mariedne Feliciano         | 11. Oktober 2015 bis 31. Januar 2016                   | Dji Tafinha Yola Semedo Paulo Flores Walter Ananaz                                                                 | Dinamene Cruz Weza Solange (Backstage)                                                                                 |
| Arabische Liga                  | The Voice أحلى صوت (The Voice Ahla Sawt)                  | MBC 1                   | 1. Staffel (2012), Mourad Bouriki                | 14. September 2012 bis 14. Dezember 2012               | Assi El Helani Sherine Saber Rebaï Kazem Al Sahir                                                                  | Mohammad Kareem Arwa Goudeh Nadine Njeim (Backstage)                                                                   |
| Arabische Liga                  | The Voice أحلى صوت (The Voice Ahla Sawt)                  | MBC 1                   | 2. Staffel (2013/14), Sattar Saad                | 28. Dezember 2013 bis 29. März 2014                    | Assi El Helani Sherine Saber Rebaï Kazem Al Sahir                                                                  | Mohammad Kareem Aimée Sayah Nadine Njeim (Backstage)                                                                   |
| Arabische Liga                  | The Voice أحلى صوت (The Voice Ahla Sawt)                  | MBC 1                   | 3. Staffel (2015), Nedaa Sharara                 | 27. September 2015 bis 26. Dezember 2015               | Assi El Helani Sherine Saber Rebaï Kazem Al Sahir                                                                  | Aimée Sayah Moamen Nour (Backstage)                                                                                    |
| Arabische Liga                  | The Voice أحلى صوت (The Voice Ahla Sawt)                  | MBC 1                   | 4. Staffel (2018), Dumooa Tahseen                | 10. Februar 2018 bis 12. Mai 2018                      | Assi El Helani Elissa Ahlam Mohamed Hamaki                                                                         | Nardine Farag Badr Al Zaidan (Backstage)                                                                               |
| Arabische Liga                  | The Voice أحلى صوت (The Voice Ahla Sawt)                  | MBC 1                   | 5. Staffel (2019), Mahdi Ayachi                  | 21. September 2019 bis 21. Dezember 2019               | Ragheb Alama Samira Saïd Ahlam Mohamed Hamaki                                                                      | Nardine Farag Yaser Al Sakkaf (Backstage)                                                                              |
| Argentinien                     | La Voz… Argentina                                         | Telefe                  | 1. Staffel (2012), Gustavo Corvalán              | 1. Juli 2012 bis 2. Dezember 2012                      | Axel Fernando Soledad Pastorutti Miranda! José Luis Rodríguez                                                      | Marley Luli Fernández (Backstage)                                                                                      |
| Argentinien                     | La Voz… Argentina                                         | Telefe                  | 2. Staffel (2018), Braulio Assanelli             | 1. Oktober 2018 bis 16. Dezember 2018                  | Axel Fernando Soledad Pastorutti Martina Stoessel Ricardo Montaner                                                 | Marley Candelaria Molfese (Backstage)                                                                                  |
| Argentinien                     | La Voz… Argentina                                         | Telefe                  | 3. Staffel (2021), Francisco Benitez             | 17. Mai 2021 bis 5. September 2021                     | Mau y Ricky Soledad Pastorutti Lali Espósito Ricardo Montaner                                                      | Marley Stefi Roitman (Backstage)                                                                                       |
| Argentinien                     | La Voz… Argentina                                         | Telefe                  | 4. Staffel (2022), Yhosva Montoya                | 5. Juni 2022 bis 12. September 2022                    | Mau y Ricky Soledad Pastorutti Lali Espósito Ricardo Montaner                                                      | Marley Rocío Igarzábal (Backstage)                                                                                     |
| Argentinien                     | La Voz… Argentina                                         | Telefe                  | 5. Staffel (2025)                                | seit 23. Juni 2025                                     | Luck Ra Soledad Pastorutti Lali Espósito Miranda!                                                                  | Nico Occhiato |
| Armenien                        | Հայաստանի ձայնը (Hayastani Dzayny)                        | Armenia TV              | 1. Staffel (2012/13), Mary Mnjoyan               | 3. November 2012 bis 3. April 2013                     | Arto Tunçboyacıyan Sofi Mkheyan Tata Simonyan Sona Sarkisyan                                                       | Nazeni Hovhannisyan Rafael Ghazaryan Hakob Hakobyan (Backstage) Hrach Muradyan (Backstage)                             |
| Armenien                        | Հայաստանի ձայնը (Hayastani Dzayny)                        | Armenia TV              | 2. Staffel (2013), Anna Khanchalyan              | 6. Oktober 2013 bis 29. Dezember 2013                  | Shushan Petrosyan Michael Poghosyan Christine Pepelyan Hayko                                                       | Nazeni Hovhannisyan Rafael Ghazaryan Hakob Hakobyan (Backstage) Hrach Muradyan (Backstage)                             |
| Armenien                        | Հայաստանի ձայնը (Hayastani Dzayny)                        | Armenia TV              | 3. Staffel (2014), Raisa Avanessian              | 4. Oktober 2014 bis 28. Dezember 2014                  | Armen Martirosyan Eva Rivas Hayko Sona Sarkisyan                                                                   | Nazeni Hovhannisyan Rafael Ghazaryan Hakob Hakobyan (Backstage) Hrach Muradyan (Backstage)                             |
| Armenien                        | Հայաստանի ձայնը (Hayastani Dzayny)                        | Armenia TV              | 4. Staffel (2017), Hayk Ghulyan                  | 30. September 2017 bis 29. Dezember 2017               | Aramé Sofi Mkheyan Sevak Khanagyan Nune Yesayan                                                                    | Nazeni Hovhannisyan Ara Kazaryan                                                                                       |
| Aserbaidschan                   | Səs Azərbaycan                                            | AzTV                    | 1. Staffel (2015/16), Emiliya Yaqubova           | 13. November 2015 bis 5. März 2016                     | Faiq Ağayev Manana Japaridze Mübariz Tağiyev Tünzalə Ağayeva                                                       | Tural Asadov |
| Aserbaidschan                   | Səs Azərbaycan                                            | İctimai Television      | 2. Staffel (2021/22), Nadir Rüstəmli             | 8. Oktober 2021 bis 28. Januar 2022                    | Murad Arif Brilliant Dadaşova Eldar Qasımov Tünzalə Ağayeva                                                        | Azer Suleymanli |
| Aserbaidschan                   | Səs Azərbaycan                                            | İctimai Television      | 3. Staffel (2025), Cəmilə Həşimova               | 9. Februar 2025 bis 25. Mai 2025                       | Murad Arif Zulfiyya Khanbabayeva Eldar Qasımov Röya                                                                | Azer Suleymanli |
| Australien                      | The Voice                                                 | Nine Network            | 1. Staffel (2012), Karise Eden                   | 15. April 2012 bis 18. Juni 2012                       | Delta Goodrem Keith Urban Joel Madden Seal                                                                         | Darren McMullen Faustina Agolley (Backstage)                                                                           |
| Australien                      | The Voice                                                 | Nine Network            | 2. Staffel (2013), Harrison Craig                | 7. April 2013 bis 17. Juni 2013                        | Delta Goodrem Ricky Martin Joel Madden Seal                                                                        | Darren McMullen Faustina Agolley (Backstage)                                                                           |
| Australien                      | The Voice                                                 | Nine Network            | 3. Staffel (2014), Anja Nissen                   | 4. Mai 2014 bis 21. Juli 2014                          | Kylie Minogue Ricky Martin Joel Madden Will.i.am                                                                   | Darren McMullen Faustina Agolley (Backstage)                                                                           |
| Australien                      | The Voice                                                 | Nine Network            | 4. Staffel (2015), Ellie Drennan                 | 28. Juni 2015 bis 30. August 2015                      | Delta Goodrem Ricky Martin Joel und Benji Madden Jessie J                                                          | Darren McMullen Sonia Kruger                                                                                           |
| Australien                      | The Voice                                                 | Nine Network            | 5. Staffel (2016), Alfie Arcuri                  | 1. Mai 2016 bis 10. Juli 2016                          | Delta Goodrem Ronan Keating Joel und Benji Madden Jessie J                                                         | Sonia Kruger |
| Australien                      | The Voice                                                 | Nine Network            | 6. Staffel (2017), Judah Kelly                   | 24. April 2017 bis 2. Juli 2017                        | Delta Goodrem Boy George Kelly Rowland Seal                                                                        | Sonia Kruger |
| Australien                      | The Voice                                                 | Nine Network            | 7. Staffel (2018), Sam Perry                     | 15. April 2018 bis 17. Juni 2018                       | Delta Goodrem Boy George Kelly Rowland Joe Jonas                                                                   | Sonia Kruger |
| Australien                      | The Voice                                                 | Nine Network            | 8. Staffel (2019), Diana Rouvas                  | 19. Mai 2019 bis 7. Juli 2019                          | Delta Goodrem Boy George Kelly Rowland Guy Sebastian                                                               | Sonia Kruger |
| Australien                      | The Voice                                                 | Nine Network            | 9. Staffel (2020), Chris Sebastian               | 24. Mai 2020 bis 19. Juli 2020                         | Delta Goodrem Boy George Kelly Rowland Guy Sebastian                                                               | Darren McMullen Renee Bargh (Backstage)                                                                                |
| Australien                      | The Voice                                                 | Seven Network           | 10. Staffel (2021), Bella Taylor Smith           | 8. August 2021 bis 12. September 2021                  | Rita Ora Keith Urban Jessica Mauboy Guy Sebastian                                                                  | Sonia Kruger |
| Australien                      | The Voice                                                 | Seven Network           | 11. Staffel (2022), Lachie Gill                  | 18. April 2022 bis 29. Mai 2022                        | Rita Ora Keith Urban Jessica Mauboy Guy Sebastian                                                                  | Sonia Kruger |
| Australien                      | The Voice                                                 | Seven Network           | 12. Staffel (2023), Tarryn Stokes                | 6. August 2023 bis 8. Oktober 2023                     | Rita Ora Jason Derulo Jessica Mauboy Guy Sebastian                                                                 | Sonia Kruger |
| Australien                      | The Voice                                                 | Seven Network           | 13. Staffel (2024), Reuben De Melo               | 19. August 2024 bis 27. Oktober 2024                   | Adam Lambert Kate Miller-Heidke LeAnn Rimes Guy Sebastian                                                          | Sonia Kruger |
| Australien                      | The Voice                                                 | Seven Network           | 14. Staffel (2025)                               | seit 10. August 2025                                   | Ronan Keating Kate Miller-Heidke Melanie C Richard Marx                                                            | Sonia Kruger |
| Belgien (Flandern)              | The Voice van Vlaanderen                                  | vtm                     | 1. Staffel (2011/12), Glenn Claes                | 25. November 2011 bis 17. März 2012                    | Natalia Druyts Koen Wauters Jasper Steverlinck Alex Callier                                                        | An Lemmens Sean D’hondt (Backstage)                                                                                    |
| Belgien (Flandern)              | The Voice van Vlaanderen                                  | vtm                     | 2. Staffel (2013), Paulien Mathues               | 18. Januar 2013 bis 3. Mai 2013                        | Natalia Druyts Koen Wauters Jasper Steverlinck Alex Callier                                                        | An Lemmens Sean D’hondt (Backstage)                                                                                    |
| Belgien (Flandern)              | The Voice van Vlaanderen                                  | vtm                     | 3. Staffel (2014), Tom De Man                    | 7. Februar 2014 bis 23. Mai 2014                       | Axelle Red Koen Wauters Bent Van Looy Regi Penxten                                                                 | An Lemmens Sean D’hondt (Backstage)                                                                                    |
| Belgien (Flandern)              | The Voice van Vlaanderen                                  | vtm                     | 4. Staffel (2016), Lola Obasuyi                  | 19. Februar 2016 bis 3. Juni 2016                      | Natalia Druyts Koen Wauters Bent Van Looy Bart Peeters                                                             | An Lemmens Sam De Bruyn (Backstage)                                                                                    |
| Belgien (Flandern)              | The Voice van Vlaanderen                                  | vtm                     | 5. Staffel (2017), Luka Cruysberghs              | 2. September 2017 bis 22. Dezember 2017                | Natalia Druyts Koen Wauters Alex Callier Bart Peeters                                                              | An Lemmens Sean D’hondt (Backstage)                                                                                    |
| Belgien (Flandern)              | The Voice van Vlaanderen                                  | vtm                     | 6. Staffel (2019), Ibe Wuyts                     | 8. Februar 2019 bis 24. Mai 2019                       | Natalia Druyts Koen Wauters Alex Callier Bart Peeters                                                              | An Lemmens Sean D’hondt (Backstage)                                                                                    |
| Belgien (Flandern)              | The Voice van Vlaanderen                                  | vtm                     | 7. Staffel (2021), Grace Khuabi                  | 5. Februar 2021 bis 28. Mai 2021                       | Natalia Druyts Koen Wauters Tourist LeMC Niels Destadsbader                                                        | An Lemmens Sean D’hondt (Backstage)                                                                                    |
| Belgien (Flandern)              | The Voice van Vlaanderen                                  | vtm                     | 8. Staffel (2022), Louise Goedefroy              | 30. September 2022 bis 23. Dezember 2022               | Natalia Druyts Koen Wauters Jan Paternoster Mathieu Terryn                                                         | An Lemmens Aaron Blommaert (Backstage) Gloria Monserez (Knockouts, Liveshows)                                          |
| Belgien (Flandern)              | The Voice van Vlaanderen                                  | vtm                     | 9. Staffel (2024), Christophe Verholle           | 26. Januar 2024 bis 26. April 2024                     | Natalia Druyts Koen Wauters Jan Paternoster Mathieu Terryn                                                         | An Lemmens Aster Nzeyimana (Backstage)                                                                                 |
| Belgien (Wallonische Region)    | The Voice Belgique                                        | La Une                  | 1. Staffel (2011/12), Roberto Bellarosa          | 20. Dezember 2011 bis 10. April 2012                   | Beverly Jo Scott Joshua Quentin Mosimann Lio                                                                       | Maureen Louys Adrien Devyver (Backstage)                                                                               |
| Belgien (Wallonische Region)    | The Voice Belgique                                        | La Une                  | 2. Staffel (2013), David Madi                    | 22. Januar 2013 bis 7. Mai 2013                        | Beverly Jo Scott Marc Pinilla Quentin Mosimann Natasha Saint-Pier                                                  | Maureen Louys Adrien Devyver (Backstage)                                                                               |
| Belgien (Wallonische Region)    | The Voice Belgique                                        | La Une                  | 3. Staffel (2014), Laurent Pagna                 | 21. Januar 2014 bis 5. Mai 2014                        | Beverly Jo Scott Marc Pinilla Bastian Baker Natasha Saint-Pier                                                     | Maureen Louys Adrien Devyver (Backstage)                                                                               |
| Belgien (Wallonische Region)    | The Voice Belgique                                        | La Une                  | 4. Staffel (2015), Florent Brack                 | 20. Januar 2015 bis 5. Mai 2015                        | Beverly Jo Scott Stanislas Jali Chimène Badi                                                                       | Maureen Louys Walid (Backstage)                                                                                        |
| Belgien (Wallonische Region)    | The Voice Belgique                                        | La Une                  | 5. Staffel (2016), Laura Cartesiani              | 5. Januar 2016 bis 19. April 2016                      | Beverly Jo Scott Stanislas Quentin Mosimann Cats on Trees                                                          | Maureen Louys Walid (Backstage)                                                                                        |
| Belgien (Wallonische Region)    | The Voice Belgique                                        | La Une                  | 6. Staffel (2017), Théophile Rénier              | 10. Januar 2017 bis 25. April 2017                     | Beverly Jo Scott Marc Pinilla Quentin Mosimann Bigflo & Oli                                                        | Maureen Louys Walid (Backstage)                                                                                        |
| Belgien (Wallonische Region)    | The Voice Belgique                                        | La Une                  | 7. Staffel (2018), Valentine Brognion            | 9. Januar 2018 bis 24. April 2018                      | Beverly Jo Scott Vitaa Matthew Irons Slimane Nebchi                                                                | Maureen Louys Cécile Djunga (Backstage)                                                                                |
| Belgien (Wallonische Region)    | The Voice Belgique                                        | La Une                  | 8. Staffel (2019), Charlotte Foret               | 8. Januar 2019 bis 23. April 2019                      | Typh Barrow Vitaa Matthew Irons Slimane Nebchi                                                                     | Maureen Louys |
| Belgien (Wallonische Region)    | The Voice Belgique                                        | La Une                  | 9. Staffel (2020/21), Jérémie Makiese            | 29. Dezember 2020 bis 13. April 2021                   | Typh Barrow Beverly Jo Scott Loïc Nottet Henri PFR                                                                 | Maureen Louys |
| Belgien (Wallonische Region)    | The Voice Belgique                                        | La Une                  | 10. Staffel (2021/22), Alec Golard               | 28. Dezember 2021 bis 12. April 2022                   | Typh Barrow Beverly Jo Scott Black M Christophe Willem                                                             | Maureen Louys Fanny Jandrain (Backstage)                                                                               |
| Belgien (Wallonische Region)    | The Voice Belgique                                        | La Une                  | 11. Staffel (2024), Emma Sorgato                 | 9. Januar 2024 bis 23. April 2024                      | Mentissa Beverly Jo Scott Hatik Christophe Willem                                                                  | Maureen Louys |
| Brasilien                       | The Voice Brasil                                          | Rede Globo              | 1. Staffel (2012), Ellen Oléria                  | 23. September 2012 bis 16. Dezember 2012               | Lulu Santos Carlinhos Brown Claudia Leitte José Daniel Camillo                                                     | Tiago Leifert Daniele Suzuki (Backstage)                                                                               |
| Brasilien                       | The Voice Brasil                                          | Rede Globo              | 2. Staffel (2013), Sam Alves                     | 3. Oktober 2013 bis 26. Dezember 2013                  | Lulu Santos Carlinhos Brown Claudia Leitte José Daniel Camillo                                                     | Tiago Leifert Miá Mello (Backstage)                                                                                    |
| Brasilien                       | The Voice Brasil                                          | Rede Globo              | 3. Staffel (2014), Danilo Reis e Rafael          | 18. September 2014 bis 25. Dezember 2014               | Lulu Santos Carlinhos Brown Claudia Leitte José Daniel Camillo                                                     | Tiago Leifert Fernanda Souza (Backstage)                                                                               |
| Brasilien                       | The Voice Brasil                                          | Rede Globo              | 4. Staffel (2015), Renato Vianna                 | 1. Oktober 2015 bis 25. Dezember 2015                  | Lulu Santos Carlinhos Brown Claudia Leitte Michel Teló                                                             | Tiago Leifert Daniele Suzuki (Backstage)                                                                               |
| Brasilien                       | The Voice Brasil                                          | Rede Globo              | 5. Staffel (2016), Mylena Jardim                 | 6. Oktober 2016 bis 29. Dezember 2016                  | Lulu Santos Carlinhos Brown Claudia Leitte Michel Teló                                                             | Tiago Leifert Mariana Rios (Backstage)                                                                                 |
| Brasilien                       | The Voice Brasil                                          | Rede Globo              | 6. Staffel (2017), Samantha Ayara                | 21. September 2017 bis 21. Dezember 2017               | Lulu Santos Carlinhos Brown Ivete Sangalo Michel Teló                                                              | Tiago Leifert Mariana Rios (Backstage)                                                                                 |
| Brasilien                       | The Voice Brasil                                          | Rede Globo              | 7. Staffel (2018), Léo Pain                      | 17. Juli 2018 bis 27. September 2018                   | Lulu Santos Carlinhos Brown Ivete Sangalo Michel Teló                                                              | Tiago Leifert Mariana Rios (Backstage)                                                                                 |
| Brasilien                       | The Voice Brasil                                          | Rede Globo              | 8. Staffel (2019), Tony Gordon                   | 30. Juli 2019 bis 3. Oktober 2019                      | Lulu Santos Iza Ivete Sangalo Michel Teló                                                                          | Tiago Leifert Jeniffer Nascimento (Backstage)                                                                          |
| Brasilien                       | The Voice Brasil                                          | Rede Globo              | 9. Staffel (2020), Victor Alves                  | 15. Oktober 2020 bis 17. Dezember 2020                 | Lulu Santos Iza Carlinhos Brown Michel Teló                                                                        | Tiago Leifert Jeniffer Nascimento (Backstage)                                                                          |
| Brasilien                       | The Voice Brasil                                          | Rede Globo              | 10. Staffel (2021), Giuliano Eriston             | 26. Oktober 2021 bis 23. Dezember 2021                 | Lulu Santos Iza Carlinhos Brown Claudia Leitte                                                                     | Tiago Leifert André Marques Jeniffer Nascimento (Backstage)                                                            |
| Brasilien                       | The Voice Brasil                                          | Rede Globo              | 11. Staffel (2022), Keilla Júnia                 | 15. November 2021 bis 29. Dezember 2022                | Lulu Santos Iza Gaby Amarantos Michel Teló                                                                         | Fátima Bernardes Thaís Fersoza (Backstage)                                                                             |
| Bulgarien                       | Гласът на България (Glasat na Bulgariya)                  | bTV                     | 1. Staffel (2011), Steliyana Khristova           | 18. Juli 2011 bis 24. Oktober 2011                     | Ivana Mariana Popowa Kiril Marichkov Miroslaw Kostadinow                                                           | Viktoria Terziyska Marten Roberto (Backstage)                                                                          |
| Bulgarien                       | Гласът на България (Glasat na Bulgariya)                  | bTV                     | 2. Staffel (2013), Ivailo Donkov                 | 11. Februar 2013 bis 27. Mai 2013                      | Preslawa Viktoria Terziyska Jordan Karadzhov Miroslaw Kostadinow                                                   | Marten Roberto Jana Marinowa (Backstage)                                                                               |
| Bulgarien                       | Гласът на България (Glasat na Bulgariya)                  | bTV                     | 3. Staffel (2014), Kristina Ivanova              | 21. September 2014 bis 21. Dezember 2014               | Desi Slawa Orlin Gonarow Atanas Penew Miroslaw Kostadinow                                                          | Marten Roberto Viktoria Terziyska (Backstage)                                                                          |
| Bulgarien                       | Гласът на България (Glasat na Bulgariya)                  | bTV                     | 4. Staffel (2017), Radko Petkov                  | 26. Februar 2017 bis 11. Juni 2017                     | Kamelia Poli Genowa Ivan Lechev Vladimir Ampov                                                                     | Pavell Venci Venc' |
| Bulgarien                       | Гласът на България (Glasat na Bulgariya)                  | bTV                     | 5. Staffel (2018), Nia Petrova                   | 18. Februar 2018 bis 3. Juni 2018                      | Kamelia Poli Genowa Ivan Lechev Vladimir Ampov                                                                     | Pavell Venci Venc' |
| Bulgarien                       | Гласът на България (Glasat na Bulgariya)                  | bTV                     | 6. Staffel (2019), Atanas Kateliev               | 24. Februar 2019 bis 9. Juni 2019                      | Kamelia Mihaela Fileva Ivan Lechev Vladimir Ampov                                                                  | Pavell Venci Venc' |
| Bulgarien                       | Гласът на България (Glasat na Bulgariya)                  | bTV                     | 7. Staffel (2020), Georgi Shopov                 | 23. Februar 2020 bis 14. Juni 2020                     | Kamelia Mihaela Fileva Ivan Lechev Vladimir Ampov                                                                  | Pavell Venci Venc' |
| Bulgarien                       | Гласът на България (Glasat na Bulgariya)                  | bTV                     | 8. Staffel (2021), Petya Paneva                  | 12. September 2021 bis 12. Dezember 2021               | Galena Dara Ivan Lechev Lubo Kirov                                                                                 | Ivan Tishev Alexandra Petkanova (Backstage)                                                                            |
| Bulgarien                       | Гласът на България (Glasat na Bulgariya)                  | bTV                     | 9. Staffel (2022), Jacklyn Tarrakci              | 4. September 2022 bis 4. Dezember 2022                 | Galena Dara Ivan Lechev Lubo Kirov                                                                                 | Ivan Tishev Preyah (Backstage)                                                                                         |
| Bulgarien                       | Гласът на България (Glasat na Bulgariya)                  | bTV                     | 10. Staffel (2023), Nadezhda Kovacheva           | 10. September 2023 bis 17. Dezember 2023               | Maria Ilieva Dara Ivan Lechev Miroslaw Kostadinow                                                                  | Ivan Tishev |
| Bulgarien                       | Гласът на България (Glasat na Bulgariya)                  | bTV                     | 11. Staffel (2024), Slaveya Ivanova              | 14. September 2024 bis 15. Dezember 2024               | Maria Ilieva Dara Ivan Lechev Vladimir Ampov                                                                       | Vladimir Zombori Boryana Bratoeva Petya Dikova (Backstage)                                                             |
| Chile                           | The Voice Chile                                           | Canal 13                | 1. Staffel (2015), Luis Pedraza                  | 31. Mai 2015 bis 13. August 2015                       | Luis Fonsi Nicole Franco Simone Álvaro López                                                                       | Sergio Lagos Jean Philippe Cretton                                                                                     |
| Chile                           | The Voice Chile                                           | Canal 13                | 2. Staffel (2016), Javiera Flores                | 19. Juni 2016 bis 8. September 2016                    | Luis Fonsi Nicole Ana Torroja Álvaro López                                                                         | Sergio Lagos Jean Philippe Cretton                                                                                     |
| Chile                           | The Voice Chile                                           | Chilevisión             | 3. Staffel (2022), Pablo Rojas                   | 24. April 2022 bis 3. August 2022                      | Beto Cuevas Yuri Gente de Zona Cami                                                                                | Julián Elfenbein |
| Chile                           | The Voice Chile                                           | Chilevisión             | 4. Staffel (2023), Hadonais Nieves               | 19. März 2023 bis 15. Juni 2023                        | Beto Cuevas Francisca Valenzuela José Luis Rodríguez Prince Royce                                                  | Julián Elfenbein Diana Bolocco                                                                                         |
| Volksrepublik China             | 中国好声音 (Zhongguo hao shengyin)                        | Zhejiang Television     | 1. Staffel (2012), Liang Bo                      | 13. Juli 2012 bis 30. September 2012                   | Liu Huan Na Ying Harlem Yu Yang Kun                                                                                | Hua Shao |
| Volksrepublik China             | 中国好声音 (Zhongguo hao shengyin)                        | Zhejiang Television     | 2. Staffel (2013), Li Qi                         | 12. Juli 2013 bis 7. Oktober 2013                      | Wang Feng Na Ying Harlem Yu Zhang Hui-mei                                                                          | Hua Shao |
| Volksrepublik China             | 中国好声音 (Zhongguo hao shengyin)                        | Zhejiang Television     | 3. Staffel (2014), Zhang Bichen                  | 18. Juli 2014 bis 7. Oktober 2014                      | Wang Feng Na Ying Chyi Chin Yang Kun                                                                               | Hua Shao |
| Volksrepublik China             | 中国好声音 (Zhongguo hao shengyin)                        | Zhejiang Television     | 4. Staffel (2015), Zhang Lei                     | 17. Juli 2015 bis 7. Oktober 2015                      | Wang Feng Na Ying Harlem Yu Jay Chou                                                                               | Hua Shao |
| Dänemark                        | Voice – Danmarks største stemme                           | TV 2                    | 1. Staffel (2011/12), Kim Wagner                 | 26. November 2011 bis 25. Februar 2012                 | Liam O’Connor Sharin Foo Steen Jørgensen Lene Nystrøm                                                              | Morten Resen Lasse Bekker (Backstage)                                                                                  |
| Dänemark                        | Voice – Danmarks største stemme                           | TV 2                    | 2. Staffel (2012), Emelie Paevatalu              | 15. September 2012 bis 24. November 2012               | Liam O’Connor Sharin Foo Alexander Theo Linnet Lene Nystrøm                                                        | Morten Resen Felix Smith Lasse Bekker (Backstage)                                                                      |
| Deutschland                     | The Voice of Germany                                      | ProSieben, Sat.1        | 1. Staffel (2011/12), Ivy Quainoo                | 24. November 2011 bis 10. Februar 2012                 | Xavier Naidoo Nena Rea Garvey Alec Völkel und Sascha Vollmer                                                       | Stefan Gödde Doris Golpashin (Backstage)                                                                               |
| Deutschland                     | The Voice of Germany                                      | ProSieben, Sat.1        | 2. Staffel (2012), Nick Howard                   | 18. Oktober 2012 bis 14. Dezember 2012                 | Xavier Naidoo Nena Rea Garvey Alec Völkel und Sascha Vollmer                                                       | Thore Schölermann Doris Golpashin (Backstage)                                                                          |
| Deutschland                     | The Voice of Germany                                      | ProSieben, Sat.1        | 3. Staffel (2013), Andreas Kümmert               | 17. Oktober 2013 bis 20. Dezember 2013                 | Max Herre Nena Samu Haber Alec Völkel und Sascha Vollmer                                                           | Thore Schölermann Doris Golpashin (Backstage)                                                                          |
| Deutschland                     | The Voice of Germany                                      | ProSieben, Sat.1        | 4. Staffel (2014), Charley Ann Schmutzler        | 9. Oktober 2014 bis 12. Dezember 2014                  | Rea Garvey Stefanie Kloß Samu Haber Smudo und Michi Beck                                                           | Thore Schölermann Doris Golpashin (Backstage)                                                                          |
| Deutschland                     | The Voice of Germany                                      | ProSieben, Sat.1        | 5. Staffel (2015), Jamie-Lee Kriewitz            | 15. Oktober 2015 bis 17. Dezember 2015                 | Rea Garvey Stefanie Kloß Andreas Bourani Smudo und Michi Beck                                                      | Thore Schölermann Lena Gercke                                                                                          |
| Deutschland                     | The Voice of Germany                                      | ProSieben, Sat.1        | 6. Staffel (2016), Tay Schmedtmann               | 20. Oktober 2016 bis 18. Dezember 2016                 | Samu Haber Yvonne Catterfeld Andreas Bourani Smudo und Michi Beck                                                  | Thore Schölermann Lena Gercke                                                                                          |
| Deutschland                     | The Voice of Germany                                      | ProSieben, Sat.1        | 7. Staffel (2017), Natia Todua                   | 19. Oktober 2017 bis 17. Dezember 2017                 | Samu Haber Yvonne Catterfeld Mark Forster Smudo und Michi Beck                                                     | Thore Schölermann Lena Gercke                                                                                          |
| Deutschland                     | The Voice of Germany                                      | ProSieben, Sat.1        | 8. Staffel (2018), Samuel Rösch                  | 18. Oktober 2018 bis 16. Dezember 2018                 | Michael Patrick Kelly Yvonne Catterfeld Mark Forster Smudo und Michi Beck                                          | Thore Schölermann Lena Gercke                                                                                          |
| Deutschland                     | The Voice of Germany                                      | ProSieben, Sat.1        | 9. Staffel (2019), Claudia Emmanuela Santoso     | 12. September 2019 bis 10. November 2019               | Rea Garvey Alice Merton Mark Forster Sido                                                                          | Thore Schölermann Lena Gercke                                                                                          |
| Deutschland                     | The Voice of Germany                                      | ProSieben, Sat.1        | 10. Staffel (2020), Paula Dalla Corte            | 8. Oktober 2020 bis 20. Dezember 2020                  | Mark Forster Stefanie Kloß und Yvonne Catterfeld Nico Santos Rea Garvey und Samu Haber                             | Thore Schölermann Annemarie Carpendale (vor den Liveshows) Lena Gercke (Liveshows)                                     |
| Deutschland                     | The Voice of Germany                                      | ProSieben, Sat.1        | 11. Staffel (2021), Sebastian Krenz              | 7. Oktober 2021 bis 19. Dezember 2021                  | Mark Forster Sarah Connor Nico Santos Johannes Oerding                                                             | Thore Schölermann Lena Gercke                                                                                          |
| Deutschland                     | The Voice of Germany                                      | ProSieben, Sat.1        | 12. Staffel (2022), Anny Ogrezeanu               | 18. August 2022 bis 4. November 2022                   | Rea Garvey Stefanie Kloß Peter Maffay Mark Forster                                                                 | Thore Schölermann Melissa Khalaj                                                                                       |
| Deutschland                     | The Voice of Germany                                      | ProSieben, Sat.1        | 13. Staffel (2023) Malou Lovis Kreyelkamp        | 21. September 2023 bis 8. Dezember 2023                | Giovanni Zarrella Bill Kaulitz und Tom Kaulitz Shirin David Ronan Keating                                          | Thore Schölermann Melissa Khalaj                                                                                       |
| Deutschland                     | The Voice of Germany                                      | ProSieben, Sat.1        | 14. Staffel (2024) Jennifer Lynn                 | 26. September 2024 bis 6. Dezember 2024                | Mark Forster Yvonne Catterfeld Kamrad Samu Haber                                                                   | Thore Schölermann Melissa Khalaj                                                                                       |
| Deutschland                     | The Voice of Germany                                      | ProSieben, Sat.1        | 15. Staffel (2025)                               | ab Herbst 2025                                         | Rea Garvey Nico Santos Shirin David Smudo und Michi Beck                                                           | Thore Schölermann Melissa Khalaj                                                                                       |
| Dominikanische Republik         | The Voice Dominicana                                      | Telesistema 11          | 1. Staffel (2021), Yohan Amparo                  | 4. Juli 2021 bis 31. Oktober 2021                      | Juan Magán Milly Quezada Nacho Musicologo The Libro                                                                | Luz García Jhoel López                                                                                                 |
| Dominikanische Republik         | The Voice Dominicana                                      | Telesistema 11          | 2. Staffel (2022), Adriana Green-Ortiz           | 12. Juni 2022 bis 23. Oktober 2022                     | Alex Matos Milly Quezada Eddy Herrera Musicologo The Libro                                                         | Luz García Jhoel López                                                                                                 |
| Ecuador                         | La Voz Ecuador                                            | Teleamazonas            | 1. Staffel (2015), Gustavo Vicuña                | 5. Oktober 2015 bis 12. Dezember 2015                  | Jerry Rivera Marta Sánchez Jorge Villamizar Daniel Betancourth                                                     | Carlos Luís Andrade Constanza Baez                                                                                     |
| Ecuador                         | La Voz Ecuador                                            | Teleamazonas            | 2. Staffel (2016), Antonio Guerrero              | 30. Mai 2016 bis 7. August 2016                        | Américo Paty Cantú Joey Montana Daniel Betancourth                                                                 | Carlos Luís Andrade Andrea Hurtado                                                                                     |
| Finnland                        | The Voice of Finland                                      | Nelonen                 | 1. Staffel (2011/12), Mikko Sipola               | 30. Dezember 2011 bis 20. April 2012                   | Paula Koivuniemi Michael Monroe Lauri Tähkä Elastinen                                                              | Axl Smith Kristiina Komulainen (Backstage)                                                                             |
| Finnland                        | The Voice of Finland                                      | Nelonen                 | 2. Staffel (2013), Antti Railio                  | 4. Januar 2013 bis 26. April 2013                      | Paula Koivuniemi Michael Monroe Lauri Tähkä Elastinen                                                              | Axl Smith Tea Khalifa (Backstage) Sebastian Rejman (Backstage)                                                         |
| Finnland                        | The Voice of Finland                                      | Nelonen                 | 3. Staffel (2014), Siru Airistola                | 17. Januar 2014 bis 18. April 2014                     | Anne Mattila Michael Monroe Mira Luoti Elastinen                                                                   | Axl Smith Jenni Alexandrova (Backstage)                                                                                |
| Finnland                        | The Voice of Finland                                      | Nelonen                 | 4. Staffel (2015), Miia Kosunen                  | 2. Januar 2015 bis 17. April 2015                      | Redrama Michael Monroe Tarja Turunen Olli Lindholm                                                                 | Axl Smith Jenni Alexandrova (Backstage)                                                                                |
| Finnland                        | The Voice of Finland                                      | Nelonen                 | 5. Staffel (2016), Suvi Åkerman                  | 8. Januar 2016 bis 22. April 2016                      | Redrama Michael Monroe Tarja Turunen Olli Lindholm                                                                 | Axl Smith Heikki Paasonen Jenni Alexandrova (Backstage)                                                                |
| Finnland                        | The Voice of Finland                                      | Nelonen                 | 6. Staffel (2017), Saija Saarnisto               | 6. Januar 2017 bis 14. April 2017                      | Redrama Michael Monroe Anna Puu Olli Lindholm                                                                      | Heikki Paasonen Tinni Wikström (Backstage)                                                                             |
| Finnland                        | The Voice of Finland                                      | Nelonen                 | 7. Staffel (2018), Jerkka Virtanen               | 5. Januar 2018 bis 20. April 2018                      | Redrama Toni Wirtanen Anna Puu Olli Lindholm                                                                       | Heikki Paasonen Elina Kottonen (Backstage)                                                                             |
| Finnland                        | The Voice of Finland                                      | Nelonen                 | 8. Staffel (2019), Markus Salo                   | 4. Januar 2019 bis 26. April 2019                      | Redrama Toni Wirtanen Anna Puu Olli Lindholm                                                                       | Heikki Paasonen Elina Kottonen (Backstage)                                                                             |
| Finnland                        | The Voice of Finland                                      | Nelonen                 | 9. Staffel (2020), Juffi Seponpoika              | 31. Januar 2020 bis 25. September 2020                 | Redrama Toni Wirtanen und Sipe Santapukki Anna Puu Juha Tapio                                                      | Heikki Paasonen Elina Kottonen (Backstage)                                                                             |
| Finnland                        | The Voice of Finland                                      | Nelonen                 | 10. Staffel (2021), Kalle Virtanen               | 22. Januar 2021 bis 23. April 2021                     | Redrama Toni Wirtanen und Sipe Santapukki Maija Vilkkumaa Juha Tapio                                               | Heikki Paasonen Tinni Wikström (Backstage) Elina Kottonen (Backstage)                                                  |
| Finnland                        | The Voice of Finland                                      | Nelonen                 | 11. Staffel (2022), Sussu Erkinheimo             | 28. Januar 2022 bis 29. April 2022                     | Anna Puu Toni Wirtanen und Sipe Santapukki Maija Vilkkumaa Juha Tapio                                              | Heikki Paasonen Tinni Wikström (Backstage) Elina Kottonen (Backstage)                                                  |
| Finnland                        | The Voice of Finland                                      | Nelonen                 | 12. Staffel (2023), Onni Kivipelto               | 27. Januar 2023 bis 28. April 2023                     | Anna Puu Toni Wirtanen und Sipe Santapukki Maija Vilkkumaa Elastinen                                               | Heikki Paasonen Tinni Wikström (Backstage) Elina Kottonen (Backstage)                                                  |
| Finnland                        | The Voice of Finland                                      | Nelonen                 | 13. Staffel (2024), Laura Ruusumaa               | 19. Januar 2024 bis 26. April 2024                     | Arttu Wiskari Sanni Maija Vilkkumaa Elastinen                                                                      | Heikki Paasonen Jaana Pelkonen (Backstage)                                                                             |
| Finnland                        | The Voice of Finland                                      | Nelonen                 | 14. Staffel (2025), Oliver Rosenholm             | 24. Januar 2025 bis 25. April 2025                     | Arttu Wiskari Sanni Maija Vilkkumaa Elastinen                                                                      | Heikki Paasonen Jaana Pelkonen (Backstage)                                                                             |
| Frankreich                      | The Voice: La plus belle voix                             | TF1                     | 1. Staffel (2012), Stéphan Rizon                 | 25. Februar 2012 bis 12. Mai 2012                      | Garou Jenifer Florent Pagny Louis Bertignac                                                                        | Nikos Aliagas Virginie de Clausade (Backstage)                                                                         |
| Frankreich                      | The Voice: La plus belle voix                             | TF1                     | 2. Staffel (2013), Yoann Fréget                  | 2. Februar 2013 bis 18. Mai 2013                       | Garou Jenifer Florent Pagny Louis Bertignac                                                                        | Nikos Aliagas Karine Ferri (Backstage)                                                                                 |
| Frankreich                      | The Voice: La plus belle voix                             | TF1                     | 3. Staffel (2014), Kendji Girac                  | 11. Januar 2014 bis 10. Mai 2014                       | Garou Jenifer Florent Pagny Mika                                                                                   | Nikos Aliagas Karine Ferri (Backstage)                                                                                 |
| Frankreich                      | The Voice: La plus belle voix                             | TF1                     | 4. Staffel (2015), Lilian Renaud                 | 10. Januar 2015 bis 25. April 2015                     | Zazie Jenifer Florent Pagny Mika                                                                                   | Nikos Aliagas Karine Ferri (Backstage)                                                                                 |
| Frankreich                      | The Voice: La plus belle voix                             | TF1                     | 5. Staffel (2016), Slimane Nebchi                | 30. Januar 2016 bis 14. Mai 2016                       | Zazie Garou Florent Pagny Mika                                                                                     | Nikos Aliagas Karine Ferri (Backstage)                                                                                 |
| Frankreich                      | The Voice: La plus belle voix                             | TF1                     | 6. Staffel (2017), Lisandro Cuxi                 | 18. Februar 2017 bis 10. Juni 2017                     | Zazie M. Pokora Florent Pagny Mika                                                                                 | Nikos Aliagas Karine Ferri (Backstage)                                                                                 |
| Frankreich                      | The Voice: La plus belle voix                             | TF1                     | 7. Staffel (2018), Maëlle Pistoia                | 27. Januar 2018 bis 12. Mai 2018                       | Zazie Pascal Obispo Florent Pagny Mika                                                                             | Nikos Aliagas Karine Ferri (Backstage)                                                                                 |
| Frankreich                      | The Voice: La plus belle voix                             | TF1                     | 8. Staffel (2019), Whitney Marin                 | 9. Februar 2019 bis 6. Juni 2019                       | Soprano Jenifer Julien Clerc Mika                                                                                  | Nikos Aliagas Karine Ferri (Backstage)                                                                                 |
| Frankreich                      | The Voice: La plus belle voix                             | TF1                     | 9. Staffel (2020), Abi Bernadoth                 | 18. Januar 2020 bis 13. Juni 2020                      | Marc Lavoine Pascal Obispo Lara Fabian Amel Bent                                                                   | Nikos Aliagas Karine Ferri (Backstage)                                                                                 |
| Frankreich                      | The Voice: La plus belle voix                             | TF1                     | 10. Staffel (2021), Marghe Davico                | 6. Februar 2021 bis 15. Mai 2021                       | Marc Lavoine Vianney Florent Pagny Amel Bent                                                                       | Nikos Aliagas Karine Ferri (Backstage)                                                                                 |
| Frankreich                      | The Voice: La plus belle voix                             | TF1                     | 11. Staffel (2022), Nour Brousse                 | 12. Februar 2022 bis 21. Mai 2022                      | Marc Lavoine Vianney Florent Pagny Amel Bent                                                                       | Nikos Aliagas |
| Frankreich                      | The Voice: La plus belle voix                             | TF1                     | 12. Staffel (2023), Aurélien Vivos               | 25. Februar 2023 bis 3. Juni 2023                      | Zazie Vianney Bigflo & Oli Amel Bent                                                                               | Nikos Aliagas |
| Frankreich                      | The Voice: La plus belle voix                             | TF1                     | 13. Staffel (2024), Alphonse                     | 10. Februar 2024 bis 25. Mai 2024                      | Zazie Vianney Bigflo & Oli Mika                                                                                    | Nikos Aliagas |
| Frankreich                      | The Voice: La plus belle voix                             | TF1                     | 14. Staffel (2025), Il Cello                     | 1. Februar 2025 bis 3. Mai 2025                        | Zaz Vianney Florent Pagny Patricia Kaas                                                                            | Nikos Aliagas Anaïs Grangerac (Backstage)                                                                              |
| Georgien                        | ახალი ქართული ხმა (Akhali kartuli khma)                   | Imedi TV                | 1. Staffel (2012/13), Salome Katamadse           | 4. Oktober 2012 bis 13. Januar 2013                    | Dato Porchkhidse Merab Sepaschwili Stephane Mgebrischwili und Maia Darsmelidse Nino Chkheidse                      | Duta Skhirtladse Anna Imedaschwili                                                                                     |
| Georgien                        | ახალი ქართული ხმა (Akhali kartuli khma)                   | Imedi TV                | 2. Staffel (2013/14), Mariam Chachkhiani         | 1. Oktober 2013 bis 14. Januar 2014                    | Dato Porchkhidse Stephane Mgebrischwili Maia Darsmelidse Lela Tsurtsumia                                           | Duta Skhirtladse Anna Imedaschwili                                                                                     |
| Georgien                        | ახალი ქართული ხმა (Akhali kartuli khma)                   | Imedi TV                | 3. Staffel (2015/16), Giorgi Nadibaidze          | 6. Oktober 2015 bis 17. Januar 2016                    | Dato Porchkhidse Stephane Mgebrischwili Maia Darsmelidse Lela Tsurtsumia                                           | Duta Skhirtladse Anna Imedaschwili                                                                                     |
| Georgien                        | ახალი ქართული ხმა (Akhali kartuli khma)                   | 1TV                     | 4. Staffel (2021), Magda Iwanischwili            | 20. Februar 2021 bis 15. Mai 2021                      | Stephane Mgebrischwili Niaz Diasamidze Salome Korkotaschwili Nikoloz Rachveli                                      | Ruska Makaschwili |
| Georgien                        | ახალი ქართული ხმა (Akhali kartuli khma)                   | 1TV                     | 5. Staffel (2022/23), Iru Khechanovi             | 8. Dezember 2022 bis 2. Februar 2023                   | Stephane Mgebrischwili Dato Porchkhidse Sopho Toroshelidze Dato Evgenidze                                          | Gvantsa Daraselia |
| Griechenland                    | The Voice of Greece                                       | ANT1 TV                 | 1. Staffel (2014), Maria Elena Kiriakou          | 10. Januar 2014 bis 9. Mai 2014                        | Antonis Remos Despina Vandi Melina Aslanidou Michalis Kouinelis                                                    | Giorgos Liagkas Themis Georgantas (Backstage)                                                                          |
| Griechenland                    | The Voice of Greece                                       | ANT1 TV                 | 2. Staffel (2015), Kostas Ageris                 | 15. Februar 2015 bis 21. Juni 2015                     | Antonis Remos Despina Vandi Melina Aslanidou Michalis Kouinelis                                                    | Giorgos Liagkas Themis Georgantas (Backstage)                                                                          |
| Griechenland                    | The Voice of Greece                                       | Skai TV Sigma TV        | 3. Staffel (2016/17), Giannis Margaris           | 16. November 2016 bis 2. März 2017                     | Panos Mouzourakis Sakis Rouvas Elena Paparizou Kostis Maraveyas                                                    | Giorgos Kapoutzidis Elena Tsagrinou (Backstage)                                                                        |
| Griechenland                    | The Voice of Greece                                       | Skai TV Sigma TV        | 4. Staffel (2017), Giorgos Zioris                | 3. Oktober 2017 bis 20. Dezember 2017                  | Panos Mouzourakis Sakis Rouvas Elena Paparizou Kostis Maraveyas                                                    | Giorgos Kapoutzidis Laura Narjes (Backstage)                                                                           |
| Griechenland                    | The Voice of Greece                                       | Skai TV Sigma TV        | 5. Staffel (2018), Lemonia Beza                  | 2. Oktober 2018 bis 20. Dezember 2018                  | Panos Mouzourakis Sakis Rouvas Elena Paparizou Kostis Maraveyas                                                    | Giorgos Kapoutzidis Laura Narjes (Backstage)                                                                           |
| Griechenland                    | The Voice of Greece                                       | Skai TV Sigma TV        | 6. Staffel (2019), Dimitris Karagiannis          | 27. September 2019 bis 22. Dezember 2019               | Panos Mouzourakis Sakis Rouvas Elena Paparizou Eleonora Zouganeli                                                  | Giorgos Lianos Christina Bompa (Backstage)                                                                             |
| Griechenland                    | The Voice of Greece                                       | Skai TV Sigma TV        | 7. Staffel (2020/21), Ioanna Georgakopoulou      | 13. September 2020 bis 12. Februar 2021                | Panos Mouzourakis Sakis Rouvas Elena Paparizou Eleonora Zouganeli                                                  | Giorgos Lianos Doukissa Nomikou Laura Narjes (Backstage)                                                               |
| Griechenland                    | The Voice of Greece                                       | Skai TV Sigma TV        | 8. Staffel (2021), Anna Argyrou                  | 18. September 2021 bis 19. Dezember 2021               | Panos Mouzourakis Sakis Rouvas Elena Paparizou Konstantinos Argyros                                                | Giorgos Lianos Valia Hatzitheodorou (Backstage)                                                                        |
| Griechenland                    | The Voice of Greece                                       | Skai TV Sigma TV        | 9. Staffel (2022/23), Maria Sakellari            | 2. Oktober 2022 bis 11. März 2023                      | Panos Mouzourakis Sakis Rouvas Elena Paparizou Konstantinos Argyros                                                | Giorgos Lianos Fay Skorda Valia Hatzitheodorou (Backstage)                                                             |
| Griechenland                    | The Voice of Greece                                       | Skai TV Sigma TV        | 10. Staffel (2024/25), Sofia Chistoforidou       | 12. Oktober 2024 bis 19. Januar 2025                   | Panos Mouzourakis Giorgos Mazonakis Elena Paparizou Christos Mastoras                                              | Giorgos Kapoutzidis |
| Indien                          | The Voice India                                           | &TV                     | 1. Staffel (2015), Pawandeep Rajan               | 6. Juni 2015 bis 30. August 2015                       | Himesh Reshammiya Mika Singh Shaan Sunidhi Chauhan                                                                 | Karan Tacker Meet Jain (Backstage)                                                                                     |
| Indien                          | The Voice India                                           | &TV                     | 2. Staffel (2016/17), Farhan Sabir               | 10. Dezember 2016 bis 12. März 2017                    | Salim Merchant Neeti Mohan Shaan Benny Dayal                                                                       | Gunjan Utreja Sugandha Mishra                                                                                          |
| Indien                          | The Voice India                                           | StarPlus                | 3. Staffel (2019), Sumit Saini                   | 3. Februar 2019 bis 4. Mai 2019                        | Adnan Sami Armaan Malik Kanika Kapoor Harshdeep Kaur                                                               | Divyanka Tripathi |
| Indonesien                      | The Voice Indonesia                                       | Indosiar                | 1. Staffel (2013), Billy Simpson                 | 10. Februar 2013 bis 2. Juni 2013                      | Armand Maulana Glenn Fredly Giring Ganesha Sherina Munaf                                                           | Darius Sinathrya Caroline Conchita (Backstage) Fenita Arie (Backstage)                                                 |
| Indonesien                      | The Voice Indonesia                                       | RCTI                    | 2. Staffel (2016), Mario Gerardus Klau           | 26. Februar 2016 bis 20. Juni 2016                     | Agnez Mo Ari Lasso Judika Sihotang Akhadi Wira Satriaji                                                            | Daniel Mananta |
| Indonesien                      | The Voice Indonesia                                       | GTV                     | 3. Staffel (2018/19) Ronaldo Longa               | 1. November 2018 bis 28. März 2019                     | Armand Maulana Titi Dwijayati Anggun Anindyo Baskoro und Vidi Aldiano                                              | Ananda Omesh Astrid Tiar                                                                                               |
| Indonesien                      | The Voice Indonesia                                       | GTV                     | 4. Staffel (2019), Vionita Veronika              | 29. August 2019 bis 28. November 2019                  | Armand Maulana Titi Dwijayati Isyana Sarasvati Anindyo Baskoro und Vidi Aldiano                                    | Ananda Omesh Gracia Indri (Backstage)                                                                                  |
| Iran                            | The Voice Persia                                          | MBC Persia              | 1. Staffel (2023), Amin Yahyazadeh               | 2. Februar 2023 bis 17. März 2023                      | Bijan Mortazavi Leila Forouhar Sogand Soheili Kamyar                                                               | Hamed Nikpay |
| Irland                          | The Voice of Ireland                                      | RTÉ One                 | 1. Staffel (2012), Pat Byrne                     | 8. Januar 2012 bis 29. April 2012                      | Bressie Kian Egan Sharon Corr Brian Kennedy                                                                        | Kathryn Thomas Eoghan McDermott (Backstage)                                                                            |
| Irland                          | The Voice of Ireland                                      | RTÉ One                 | 2. Staffel (2013), Keith Hanley                  | 6. Januar 2013 bis 28. April 2013                      | Bressie Kian Egan Sharon Corr Jamelia                                                                              | Kathryn Thomas Eoghan McDermott (Backstage)                                                                            |
| Irland                          | The Voice of Ireland                                      | RTÉ One                 | 3. Staffel (2014), Brendan McCahey               | 5. Januar 2014 bis 27. April 2014                      | Bressie Kian Egan Dolores O’Riordan Jamelia                                                                        | Kathryn Thomas Eoghan McDermott (Backstage)                                                                            |
| Irland                          | The Voice of Ireland                                      | RTÉ One                 | 4. Staffel (2015), Patrick Donoghue              | 4. Januar 2015 bis 26. April 2015                      | Bressie Kian Egan Rachel Stevens Una Foden                                                                         | Kathryn Thomas Eoghan McDermott (Backstage)                                                                            |
| Irland                          | The Voice of Ireland                                      | RTÉ One                 | 5. Staffel (2016), Michael Lawson                | 3. Januar 2016 bis 24. April 2016                      | Bressie Kian Egan Rachel Stevens Una Foden                                                                         | Kathryn Thomas Eoghan McDermott (Backstage)                                                                            |
| Island                          | The Voice Ísland                                          | SkjárEinn               | 1. Staffel (2015), Hjörtur Traustason            | 2. Oktober 2015 bis 4. Dezember 2015                   | Helgi Björnsson Salka Sól Eyfeld Svala Björgvinsdóttir Unnsteinn Manuel Stefánsson                                 | Sigvaldi Kaldalóns Svavar Örn Svavarsson                                                                               |
| Island                          | The Voice Ísland                                          | Sjónvarp Símans         | 2. Staffel (2016/17), Karitas Harpa Davíðsdóttir | 21. Oktober 2016 bis 5. Februar 2017                   | Helgi Björnsson Salka Sól Eyfeld Svala Björgvinsdóttir Unnsteinn Manuel Stefánsson                                 | Sigvaldi Kaldalóns Svavar Örn Svavarsson                                                                               |
| Israel                          | The Voice ישראל (The Voice Israel)                        | Reshet Channel 2        | 1. Staffel (2012), Kathleen Reiter               | 7. Januar 2012 bis 31. März 2012                       | Shlomi Shabat Aviv Geffen Rami Kleinstein Sarit Hadad                                                              | Michael Aloni Sivan Klein (Backstage)                                                                                  |
| Israel                          | The Voice ישראל (The Voice Israel)                        | Reshet Channel 2        | 2. Staffel (2012/13), Lina Makhoul               | 12. Dezember 2012 bis 23. März 2013                    | Shlomi Shabat Aviv Geffen Yuval Banay und Shlomi Braha Sarit Hadad                                                 | Michael Aloni Sivan Klein (Backstage)                                                                                  |
| Israel                          | The Voice ישראל (The Voice Israel)                        | Reshet Channel 2        | 3. Staffel (2014), Elkana Marziano               | 8. Juni 2014 bis 15. November 2014                     | Shlomi Shabat Aviv Geffen Mosh Ben Ari Sarit Hadad                                                                 | Michael Aloni Mor Silver (Backstage)                                                                                   |
| Israel                          | The Voice ישראל (The Voice Israel)                        | Reshet Channel 2        | 4. Staffel (2016/17), Sapir Saban                | 8. Dezember 2016 bis 18. März 2017                     | Shlomi Shabat Aviv Geffen Miri Mesika Avraham Tal                                                                  | Michael Aloni Shlomit Malka (Backstage)                                                                                |
| Israel                          | The Voice ישראל (The Voice Israel)                        | Reshet Channel 2        | 5. Staffel (2019), Amit Shauli                   | 20. Mai 2019 bis 23. September 2019                    | Ivri Lider Nasreen Qadri Doron Medalie Shlomi Shabat und Yuval Dayan                                               | Michael Aloni |
| Italien                         | The Voice of Italy                                        | Rai 2                   | 1. Staffel (2013), Elhaida Dani                  | 7. März 2013 bis 30. Mai 2013                          | Raffaella Carrà Riccardo Cocciante Noemi Piero Pelù                                                                | Fabio Troiano Carolina Di Domenico (Backstage)                                                                         |
| Italien                         | The Voice of Italy                                        | Rai 2                   | 2. Staffel (2014), Cristina Scuccia              | 12. März 2014 bis 5. Juni 2014                         | Raffaella Carrà J-Ax Noemi Piero Pelù                                                                              | Federico Russo Valentina Correani (Backstage)                                                                          |
| Italien                         | The Voice of Italy                                        | Rai 2                   | 3. Staffel (2015), Fabio Curto                   | 25. Februar 2015 bis 27. Mai 2015                      | Roby Facchinetti und Francesco Facchinetti J-Ax Noemi Piero Pelù                                                   | Federico Russo Valentina Correani (Backstage)                                                                          |
| Italien                         | The Voice of Italy                                        | Rai 2                   | 4. Staffel (2016), Alice Paba                    | 24. Februar 2016 bis 23. Mai 2016                      | Raffaella Carrà Dolcenera Emis Killa Max Pezzali                                                                   | Federico Russo Alessandra Angeli (Backstage)                                                                           |
| Italien                         | The Voice of Italy                                        | Rai 2                   | 5. Staffel (2018), Maryam Tancredi               | 22. März 2018 bis 10. Mai 2018                         | Cristina Scabbia Al Bano J-Ax Francesco Renga                                                                      | Costantino della Gherardesca                                                                                           |
| Italien                         | The Voice of Italy                                        | Rai 2                   | 6. Staffel (2019), Carmen Pierri                 | 23. April 2019 bis 4. Juni 2019                        | Morgan Elettra Lamborghini Guè Pequeno Gigi D’Alessio                                                              | Simona Ventura |
| Japan                           | The Voice Japan                                           | TV Tokyo                | 1. Staffel (2023), Yurina Koyanagi               | 8. April 2023 bis 6. Mai 2023                          | Yuuri Ryo Kawakita Izumi Nakasone Shikao Suga                                                                      | Jay Kabira |
| Kambodscha                      | The Voice Cambodia                                        | Hang Meas HDTV          | 1. Staffel (2014), Buth Seiha                    | 3. August 2014 bis 16. November 2014                   | Pich Sophea Chhorn Sovannareach Aok Sokunkanha Nop Bayyareth                                                       | Chan Keonimol Chea Vibol                                                                                               |
| Kambodscha                      | The Voice Cambodia                                        | Hang Meas HDTV          | 2. Staffel (2016), Tel Thai                      | 6. März 2016 bis 19. Juni 2016                         | Pich Sophea Chhorn Sovannareach Aok Sokunkanha Nop Bayyareth                                                       | Chan Keonimol Chea Vibol                                                                                               |
| Kambodscha                      | The Voice Cambodia                                        | Hang Meas HDTV          | 3. Staffel (2023), Lim Serey HanNika             | 4. Juni 2023 bis 1. Oktober 2023                       | Pich Sophea Chhorn Sovannareach Aok Sokunkanha Nop Bayyareth                                                       | Chan Keonimol Rasy Sok                                                                                                 |
| Kanada ( Québec)                | La voix                                                   | TVA                     | 1. Staffel (2013), Valérie Carpentier            | 20. Januar 2013 bis 14. April 2013                     | Marie-Mai Marc Dupré Ariane Moffatt Jean-Pierre Ferland                                                            | Charles Lafortune Karima Brikh (Backstage)                                                                             |
| Kanada ( Québec)                | La voix                                                   | TVA                     | 2. Staffel (2014), Yoan Garneau                  | 19. Januar 2014 bis 13. April 2014                     | Isabelle Boulay Marc Dupré Louis-Jean Cormier Éric Lapointe                                                        | Charles Lafortune Melissa Maya (Backstage)                                                                             |
| Kanada ( Québec)                | La voix                                                   | TVA                     | 3. Staffel (2015), Kevin Bazinet                 | 18. Januar 2015 bis 12. April 2015                     | Isabelle Boulay Marc Dupré Pierre Lapointe Éric Lapointe                                                           | Charles Lafortune Valérie Chevalier (Backstage)                                                                        |
| Kanada ( Québec)                | La voix                                                   | TVA                     | 4. Staffel (2016), Stéphanie St-Jean             | 17. Januar 2016 bis 10. April 2016                     | Ariane Moffatt Marc Dupré Pierre Lapointe Éric Lapointe                                                            | Charles Lafortune Valérie Chevalier (Backstage)                                                                        |
| Kanada ( Québec)                | La voix                                                   | TVA                     | 5. Staffel (2017), Ludovick Bourgeois            | 12. Februar 2017 bis 7. Mai 2017                       | Isabelle Boulay Marc Dupré Pierre Lapointe Éric Lapointe                                                           | Charles Lafortune Valérie Chevalier (Backstage)                                                                        |
| Kanada ( Québec)                | La voix                                                   | TVA                     | 6. Staffel (2018), Yama Laurent                  | 11. Februar 2018 bis 6. Mai 2018                       | Lara Fabian Garou Alex Nevsky Éric Lapointe                                                                        | Charles Lafortune Anouk Meunier (Backstage)                                                                            |
| Kanada ( Québec)                | La voix                                                   | TVA                     | 7. Staffel (2019), Geneviève Jodoin              | 10. Februar 2019 bis 5. Mai 2019                       | Lara Fabian Marc Dupré Alex Nevsky Éric Lapointe                                                                   | Charles Lafortune Anouk Meunier (Backstage)                                                                            |
| Kanada ( Québec)                | La voix                                                   | TVA                     | 8. Staffel (2020), Josiane Comeau                | 9. Februar 2020 bis 18. Oktober 2020                   | Garou Marc Dupré Pierre Lapointe Cœur de Pirate                                                                    | Charles Lafortune |
| Kanada ( Québec)                | La voix                                                   | TVA                     | 9. Staffel (2023), Sophie Grenier                | 15. Januar 2023 bis 9. April 2023                      | Corneille Marc Dupré Mario Pelchat Marjo                                                                           | Charles Lafortune |
| Kanada ( Québec)                | La voix                                                   | TVA                     | 10. Staffel (2024), Maude Cyr-Deschênes          | 21. Januar 2024 bis 7. April 2024                      | Corneille Roxane Bruneau Mario Pelchat France D'Amour                                                              | Charles Lafortune |
| Kasachstan                      | Қазақстан Дауысы (Qazaqstan Dawısı)                       | Kasachstan              | 1. Staffel (2013/14), Shakharisat Seidakhmet     | 29. September 2013 bis 19. Januar 2014                 | Madina Saduakasova Medeu Arynbaev Nurlan Alban Almas Kishkenbayev                                                  | Azamat Satybaldy |
| Kasachstan                      | Қазақстан Дауысы (Qazaqstan Dawısı)                       | Kasachstan              | 2. Staffel (2014/15), Bauyrjan Retbaev           | 26. Oktober 2014 bis 15. Februar 2015                  | Madina Saduakasova Medeu Arynbaev Nurlan Alban Almas Kishkenbayev                                                  | Azamat Satybaldy |
| Kasachstan                      | Қазақстан Дауысы (Qazaqstan Dawısı)                       | Kasachstan              | 3. Staffel (2015), Murat Xayrolda                | 20. September 2015 bis 20. Dezember 2015               | Madina Saduakasova Rustem Nurzhigit Nurlan Alban Almas Kishkenbayev                                                | Azamat Satybaldy |
| Kasachstan                      | Голос Казахстана (Golos Kazakhstana)                      | Perwy kanal Ewrasija    | 4. Staffel (2016/17), Dinmuhammed Dauletov       | 1. Oktober 2016 bis 23. Januar 2017                    | Nurlan Abdullin Eva Becher Zhanna Orynbasarova Ali Okapov                                                          | Chingiz Kapin |
| Kasachstan                      | Қазақстан Дауысы (Qazaqstan Dawısı)                       | Kasachstan              | 5. Staffel (2021), Kuralay Meyrambek             | 4. September 2021 bis 25. Dezember 2021                | Saken Maigaziyev Alem Mayra Muhammad Marzhan Arapbayeva                                                            | Galym Kenshilik Taukel Musilim                                                                                         |
| Kasachstan                      | Қазақстан Дауысы (Qazaqstan Dawısı)                       | Kasachstan              | 6. Staffel (2023), Musa Marat                    | 8. September 2023 bis 30. Dezember 2023                | Schanar Dughalowa Rakhym Kuandyk Tolegen Mukhamejanov Marzhan Arapbayeva                                           | Jubanish Jeksen Irina Ten                                                                                              |
| Kolumbien                       | La Voz… Colombia                                          | Caracol Televisión      | 1. Staffel (2012), Miranda Cardona               | 1. Oktober 2012 bis 20. Dezember 2012                  | Carlos Vives Ricardo Montaner Fanny Lu Andrés Cepeda                                                               | Carlos Ponce Linda Palma Diego Saenz (Backstage)                                                                       |
| Kolumbien                       | La Voz… Colombia                                          | Caracol Televisión      | 2. Staffel (2013), Camilo Martínez               | 23. September 2013 bis 20. Dezember 2013               | Gilberto Santa Rosa Ricardo Montaner Fanny Lu Andrés Cepeda                                                        | Alejandro Palacio Linda Palma Diego Saenz (Backstage) Catalina Castillo (Backstage)                                    |
| Kroatien                        | The Voice – Najljepši glas Hrvatske                       | HRT 1                   | 1. Staffel (2015), Nina Kraljić                  | 17. Januar 2015 bis 25. April 2015                     | Indira Levak Ivan Dečak Jacques Houdek Tony Cetinski                                                               | Ivan Vukušić Iva Šulentić                                                                                              |
| Kroatien                        | The Voice – Najljepši glas Hrvatske                       | HRT 1                   | 2. Staffel (2016), Ruža Janjiš                   | 23. Januar 2016 bis 23. April 2016                     | Indira Levak Ivan Dečak Jacques Houdek Tony Cetinski                                                               | Ivan Vukušić Iva Šulentić                                                                                              |
| Kroatien                        | The Voice Hrvatska                                        | HRT 1                   | 3. Staffel (2019/20), Vinko Ćemeraš              | 7. Dezember 2019 bis 22. Februar 2020                  | Vanna Ivan Dečak Massimo Savić Davor Gobac                                                                         | Ivan Vukušić Iva Šulentić                                                                                              |
| Kroatien                        | The Voice Hrvatska                                        | HRT 1                   | 4. Staffel (2023/24), Martin Kosovec             | 11. November 2023 bis 27. Januar 2024                  | Vanna Dino Jelusić Damir Urban Davor Gobac                                                                         | Ivan Vukušić Iva Šulentić                                                                                              |
| Litauen                         | Lietuvos Balsas                                           | LNK                     | 1. Staffel (2012), Julija Jegorova               | 29. Januar 2012 bis 3. Juni 2012                       | Jurgis Didžiulis und Erica Quinn Jennings Violeta Tarasovienė Egidijus Sipavičius Merūnas Vitulskis                | Vytautas Rumšas Žygimantas Barysas (Backstage)                                                                         |
| Litauen                         | Lietuvos Balsas                                           | LNK                     | 2. Staffel (2013/14), Paulius Bagdanavičius      | 7. September 2013 bis 1. Januar 2014                   | Inga Valinskienė und Arūnas Valinskas Katažina Nemycko Donatas Montvydas Merūnas Vitulskis                         | Rolandas Vilkončius Inga Jankauskaitė Šarūnas Kirdeikis (Backstage) Santa Audickaitė (Backstage)                       |
| Litauen                         | Lietuvos Balsas                                           | LNK                     | 3. Staffel (2014/15), Justina Budaitė            | 14. September 2014 bis 1. Januar 2015                  | Inga Valinskienė und Arūnas Valinskas Katažina Nemycko Donatas Montvydas Merūnas Vitulskis                         | Rolandas Vilkončius Inga Jankauskaitė Šarūnas Kirdeikis (Backstage) Santa Audickaitė (Backstage)                       |
| Litauen                         | Lietuvos Balsas                                           | LNK                     | 4. Staffel (2015/16), Kotryna Juodzevičiūtė      | 27. September 2015 bis 17. Januar 2016                 | Renata Norvilė und Deivis Norvilas Rūta Ščiogolevaitė-Damijonaitienė Donatas Montvydas Aleksandras Ivanauskas-Fara | Rolandas Mackevičius Jonas Nainys                                                                                      |
| Litauen                         | Lietuvos Balsas                                           | LNK                     | 5. Staffel (2017/18), Monika Marija Paulauskaitė | 10. September 2017 bis 14. Januar 2018                 | Džordana Butkutė Inga Jankauskaitė Donatas Montvydas Leon Somov                                                    | Rolandas Mackevičius Agnė Juškėnaitė (Backstage)                                                                       |
| Litauen                         | Lietuvos Balsas                                           | LNK                     | 6. Staffel (2018), Gerda Šukytė                  | 9. September 2018 bis 30. Dezember 2018                | Justinas Jarutis Inga Jankauskaitė Donatas Montvydas Leon Somov                                                    | Rolandas Mackevičius Ignas Lelys (Backstage)                                                                           |
| Litauen                         | Lietuvos Balsas                                           | LNK                     | 7. Staffel (2020), Evita Cololo                  | 5. Januar 2020 bis 17. Mai 2020                        | Justinas Jarutis Moniqué Donatas Montvydas Monika Liu                                                              | Rolandas Mackevičius Karolina Meschino (Backstage)                                                                     |
| Litauen                         | Lietuvos Balsas                                           | LNK                     | 8. Staffel (2021), Meidė Šlamaitė                | 3. Januar 2021 bis 14. März 2021                       | Justinas Jarutis Moniqué Donatas Montvydas Monika Liu                                                              | Rolandas Mackevičius Kristina Radžiukynaitė-Kayra (Backstage)                                                          |
| Litauen                         | Lietuvos Balsas                                           | LNK                     | 9. Staffel (2023), Anyanya Udongwo               | 1. Januar 2023 bis 30. April 2023                      | Justinas Jarutis Mantas Jankavičius Benas Aleksandravičius Monika Liu                                              | Rolandas Mackevičius Kristina Radžiukynaitė-Kayra (Backstage)                                                          |
| Litauen                         | Lietuvos Balsas                                           | LNK                     | 10. Staffel (2024/25), Sidas Gvozdiovas          | 8. September 2024 bis 2. Februar 2025                  | Gabrielė Vilkickytė Mantas Jankavičius Benas Aleksandravičius Jessica Shy                                          | Rolandas Mackevičius Eglė Jurgaitytė (Backstage)                                                                       |
| Malaysia Singapur               | The Voice 决战好声 (The Voice Juézhàn hǎo shēng)          | Astro AEC bzw. E City   | 1. Staffel (2017), Lim Wen Suen                  | 17. September 2017 bis 17. Dezember 2017               | Sky Wu Ding Dang Hanjin Tan Gary Chaw                                                                              | Siow Hui Mei Wong Woon Hong                                                                                            |
| Mexiko                          | La voz… México                                            | Las Estrellas           | 1. Staffel (2011), Oscar Cruz                    | 11. September 2011 bis 18. Dezember 2011               | Lucero Hogaza León Aleks Syntek Espinoza Paz Alejandro Sanz                                                        | Mark Tacher Cynthia Urías (Backstage)                                                                                  |
| Mexiko                          | La voz… México                                            | Las Estrellas           | 2. Staffel (2012), Luz María Ramírez             | 9. September 2012 bis 16. Dezember 2012                | Paulina Rubio Jenni Rivera Beto Cuevas Miguel Bosé                                                                 | Jacqueline Bracamontes Cynthia Urias (Backstage)                                                                       |
| Mexiko                          | La voz… México                                            | Las Estrellas           | 3. Staffel (2013), Marcos Razo                   | 8. September 2013 bis 15. Dezember 2013                | David Bisbal Alejandra Guzmán Wisin y Yandel Marco Antonio Solís                                                   | Jacqueline Bracamontes Lidia Ávila (Backstage)                                                                         |
| Mexiko                          | La voz… México                                            | Las Estrellas           | 4. Staffel (2014), Guido Rochin                  | 7. September 2014 bis 14. Dezember 2014                | Laura Pausini Ricky Martin Julión Álvarez Yuri                                                                     | Jacqueline Bracamontes Paty Cantú (Backstage)                                                                          |
| Mexiko                          | La voz… México                                            | Las Estrellas           | 5. Staffel (2016), Yuliana Martinez              | 24. April 2016 bis 31. Juli 2016                       | Gloria Trevi Alejandro Sanz J Balvin Los Tigres del Norte                                                          | Jacqueline Bracamontes María León (Backstage)                                                                          |
| Mexiko                          | La voz… México                                            | Las Estrellas           | 6. Staffel (2017), Luis Adrián Cruz              | 15. Oktober 2017 bis 17. Dezember 2017                 | Laura Pausini Maluma Carlos Vives Yuri                                                                             | Jacqueline Bracamontes Odalys Ramírez (Backstage)                                                                      |
| Mexiko                          | La voz… México                                            | Las Estrellas           | 7. Staffel (2018), Cristina Ramos                | 30. September 2018 bis 17. Dezember 2018               | Natalia Jiménez Maluma Anitta Carlos Rivera                                                                        | Lele Pons Odalys Ramírez (Backstage)                                                                                   |
| Mexiko                          | La voz                                                    | TV Azteca               | 8. Staffel (2019), Fatima Dominguez              | 12. März 2019 bis 1. Juli 2019                         | Yahir Lupillo Rivera Belinda Ricardo Montaner                                                                      | Jimena Pérez |
| Mexiko                          | La voz                                                    | TV Azteca               | 9. Staffel (2020), Fernando Sujo                 | 2. Juni 2020 bis 31. August 2020                       | María José Christian Nodal Belinda Ricardo Montaner                                                                | Eddy Vilard Sofía Aragón (Backstage)                                                                                   |
| Mexiko                          | La voz                                                    | TV Azteca               | 10. Staffel (2021), Sherlyn Sánchez              | 1. Juni 2021 bis 11. August 2021                       | María José Miguel Bosé Edith Márquez Jesús Navarro                                                                 | Eddy Vilard Sofía Aragón (Backstage)                                                                                   |
| Mexiko                          | La voz                                                    | TV Azteca               | 11. Staffel (2022), Fátima Elizondo              | 6. Juni 2022 bis 29. August 2022                       | David Bisbal Yuridia Ha*Ash Joss Favela                                                                            | Eddy Vilard Sofía Aragón (Backstage)                                                                                   |
| Mongolei                        | The Voice of Mongolia                                     | Mongol TV               | 1. Staffel (2018), Enguun Tseyendash             | 21. Januar 2018 bis 27. Mai 2018                       | Ononbat Sed Ulambayar Davaa Bold Dorjsuren Otgonbayar Damba                                                        | Ankhbayar Ganbold Uuganbayar Enkhbat                                                                                   |
| Mongolei                        | The Voice of Mongolia                                     | Mongol TV               | 2. Staffel (2020), Yadam.Kh                      | 19. Januar 2020 bis 14. Juni 2020                      | Ononbat Sed Ulambayar Davaa Bold Dorjsuren Otgonbayar Damba                                                        | Ankhbayar Ganbold Uuganbayar Enkhbat                                                                                   |
| Mongolei                        | The Voice of Mongolia                                     | Mongol TV               | 3. Staffel (2022), Davaadalai.G                  | 2. Januar 2022 bis 29. Mai 2022                        | Naranzun Badruugan Ulambayar Davaa Bold Dorjsuren Otgonbayar Damba                                                 | Ankhbayar Ganbold Uuganbayar Enkhbat                                                                                   |
| Myanmar                         | The Voice Myanmar                                         | MRTV-4                  | 1. Staffel (2018), Ngwe Soe                      | 18. Februar 2018 bis 2. Juni 2018                      | Kyar Pauk Lynn Lynn Yan Yan Chan Ni Ni Khin Zaw                                                                    | Tayzar Kyaw |
| Myanmar                         | The Voice Myanmar                                         | MRTV-4                  | 2. Staffel (2019), Novem Htoo                    | 23. Februar 2019 bis 16. Juni 2019                     | Kyar Pauk R Zarni Yan Yan Chan Ni Ni Khin Zaw                                                                      | Tayzar Kyaw |
| Myanmar                         | The Voice Myanmar                                         | MRTV-4                  | 3. Staffel (2020), N Oo L                        | 23. August 2020 bis 20. Dezember 2020                  | Kyar Pauk R Zarni Yan Yan Chan Ni Ni Khin Zaw                                                                      | Tayzar Kyaw |
| Nepal                           | The Voice of Nepal                                        | Kantipur TV             | 1. Staffel (2018), CD Vijaya Adhikari            | 25. August 2018 bis 15. Dezember 2018                  | Sanup Paudel Abhaya Subba Pramod Kharel Deep Shrestha                                                              | Sushil Nepal Oshin Sitaula                                                                                             |
| Nepal                           | The Voice of Nepal                                        | Himalaya TV             | 2. Staffel (2019), Ram Limbu                     | 16. August 2019 bis 7. Dezember 2019                   | Raju Lama Astha Raut Pramod Kharel Deep Shrestha                                                                   | Sushil Nepal |
| Nepal                           | The Voice of Nepal                                        | Himalaya TV             | 3. Staffel (2021), Kiran Gajmer                  | 19. März 2021 bis 7. August 2021                       | Raju Lama Trishna Gurung Pramod Kharel Deep Shrestha                                                               | Sushil Nepal |
| Nepal                           | The Voice of Nepal                                        | Himalaya TV             | 4. Staffel (2022), Karan Rai                     | 9. September 2022 bis 23. Dezember 2022                | Raju Lama Rajesh Payal Rai Pramod Kharel Prabisha Adhikari                                                         | Sushil Nepal |
| Nepal                           | The Voice of Nepal                                        | Himalaya TV             | 5. Staffel (2023/24), Binod Rai                  | 29. September 2023 bis 12. Januar 2024                 | Milan Newar Rajesh Payal Rai Pramod Kharel Uday Sotang                                                             | Sushil Nepal |
| Nepal                           | The Voice of Nepal                                        | Himalaya TV             | 6. Staffel (2025), Proshesh Pandey               | 18. Januar 2025 bis 2. Mai 2025                        | Khem Century Melina Rai Raju Lama Uday Sotang                                                                      | |
| Niederlande                     | The Voice of Holland                                      | RTL 4                   | 1. Staffel (2010/11), Ben Saunders               | 17. September 2010 bis 21. Januar 2011                 | Roel van Velzen Angela Groothuizen Nick & Simon Jeroen van der Boom                                                | Wendy van Dijk Martijn Krabbé Winston Gerschtanowitz (Backstage)                                                       |
| Niederlande                     | The Voice of Holland                                      | RTL 4                   | 2. Staffel (2011/12), Iris Kroes                 | 23. September 2011 bis 20. Januar 2012                 | Roel van Velzen Angela Groothuizen Nick & Simon Marco Borsato                                                      | Wendy van Dijk Martijn Krabbé Winston Gerschtanowitz (Backstage)                                                       |
| Niederlande                     | The Voice of Holland                                      | RTL 4                   | 3. Staffel (2012), Leona Philippo                | 24. August 2012 bis 14. Dezember 2012                  | Roel van Velzen Trijntje Oosterhuis Nick & Simon Marco Borsato                                                     | Wendy van Dijk Martijn Krabbé Winston Gerschtanowitz (Backstage)                                                       |
| Niederlande                     | The Voice of Holland                                      | RTL 4                   | 4. Staffel (2013), Julia van der Toorn           | 30. August 2013 bis 20. Dezember 2013                  | Ali B Trijntje Oosterhuis Ilse DeLange Marco Borsato                                                               | Wendy van Dijk Martijn Krabbé Winston Gerschtanowitz (Backstage)                                                       |
| Niederlande                     | The Voice of Holland                                      | RTL 4                   | 5. Staffel (2014), O’G3NE                        | 29. August 2014 bis 19. Dezember 2014                  | Ali B Trijntje Oosterhuis Ilse DeLange Marco Borsato                                                               | Wendy van Dijk Martijn Krabbé Jamai Loman (Backstage)                                                                  |
| Niederlande                     | The Voice of Holland                                      | RTL 4                   | 6. Staffel (2015/16), Maan de Steenwinkel        | 25. September 2015 bis 29. Januar 2016                 | Ali B Anouk Sanne Hans Marco Borsato                                                                               | Wendy van Dijk Martijn Krabbé Jamai Loman (Backstage)                                                                  |
| Niederlande                     | The Voice of Holland                                      | RTL 4                   | 7. Staffel (2016/17), Pleun Bierbooms            | 21. Oktober 2016 bis 17. Februar 2017                  | Ali B Guus Meeuwis Sanne Hans Waylon                                                                               | Wendy van Dijk Martijn Krabbé Jamai Loman (Backstage)                                                                  |
| Niederlande                     | The Voice of Holland                                      | RTL 4                   | 8. Staffel (2017/18), Jim van der Zee            | 20. Oktober 2017 bis 16. Februar 2018                  | Ali B Anouk Sanne Hans Waylon                                                                                      | Wendy van Dijk Martijn Krabbé Jamai Loman (Backstage)                                                                  |
| Niederlande                     | The Voice of Holland                                      | RTL 4                   | 9. Staffel (2018/19), Dennis Van Aarssen         | 2. November 2018 bis 22. Februar 2019                  | Ali B Anouk Lil’ Kleine Waylon                                                                                     | Wendy van Dijk Martijn Krabbé Jamai Loman (Backstage)                                                                  |
| Niederlande                     | The Voice of Holland                                      | RTL 4                   | 10. Staffel (2019/20), Sophia Kruithof           | 8. November 2019 bis 28. Februar 2020                  | Ali B Anouk Lil’ Kleine Waylon                                                                                     | Martijn Krabbé Chantal Janzen Geraldine Kemper (Backstage)                                                             |
| Niederlande                     | The Voice of Holland                                      | RTL 4                   | 11. Staffel (2020/21), Dani van Velthoven        | 20. November 2020 bis 26. März 2021                    | Ali B Anouk Jan Smit Waylon                                                                                        | Martijn Krabbé Chantal Janzen Geraldine Kemper (Backstage)                                                             |
| Niederlande                     | The Voice of Holland                                      | RTL 4                   | 12. Staffel (2022)                               | 7. Januar 2022 bis 15. Januar 2022 (vorzeitig beendet) | Ali B Anouk Glennis Grace Waylon                                                                                   | Martijn Krabbé Chantal Janzen Geraldine Kemper (Backstage) Jamai Loman (Backstage)                                     |
| Nigeria                         | The Voice Nigeria                                         | DStv                    | 1. Staffel (2016), A’rese                        | 10. April 2016 bis 31. Juli 2016                       | Waje Patoranking Timi Dakolo 2Face Idibia                                                                          | Ik Osakioduwa Stephanie Coker                                                                                          |
| Nigeria                         | The Voice Nigeria                                         | DStv                    | 2. Staffel (2017), Idyl                          | 18. Juni 2017 bis 24. September 2017                   | Waje Patoranking Timi Dakolo Yemi Alade                                                                            | Ik Osakioduwa Stephanie Coker                                                                                          |
| Nigeria                         | The Voice Nigeria                                         | DStv                    | 3. Staffel (2021), Esther Benyeogo               | 27. März 2021 bis 24. Juli 2021                        | Waje Falz Darey Yemi Alade                                                                                         | Toke Makinwa Nancy Isime                                                                                               |
| Nigeria                         | The Voice Nigeria                                         | DStv                    | 4. Staffel (2022/23), Pere Jason                 | 24. Dezember 2022 bis 21. Mai 2023                     | Waje Naeto C Niyola Praiz                                                                                          | Kate Henshaw Zainab Balogun                                                                                            |
| Norwegen                        | The Voice – Norges Beste Stemme                           | TV 2                    | 1. Staffel (2012), Martin Halla                  | 27. Januar 2012 bis 25. Mai 2012                       | Hanne Sørvaag Sondre Lerche Magne Furuholmen Yosef Wolde-Mariam                                                    | Øyvind Mund Maria Bodøgaard (Backstage)                                                                                |
| Norwegen                        | The Voice – Norges Beste Stemme                           | TV 2                    | 2. Staffel (2013), Knut Marius Djupvik           | 30. August 2013 bis 13. Dezember 2013                  | Lene Nystrøm Sondre Lerche Espen Lind Tommy Tee                                                                    | Øyvind Mund Maria Bodøgaard (Backstage)                                                                                |
| Norwegen                        | The Voice – Norges Beste Stemme                           | TV 2                    | 3. Staffel (2015), Yvonne Nordvik Sivertsen      | 6. März 2015 bis 5. Juni 2015                          | Hanne Sørvaag Sondre Lerche Espen Lind Yosef Wolde-Mariam                                                          | Øyvind Mund Maria Bodøgaard (Backstage)                                                                                |
| Norwegen                        | The Voice – Norges Beste Stemme                           | TV 2                    | 4. Staffel (2017), Thomas Løseth                 | 21. August 2017 bis 9. Dezember 2017                   | Lene Marlin Martin Danielle Morten Harket Yosef Wolde-Mariam                                                       | Øyvind Mund Maria Bodøgaard (Backstage)                                                                                |
| Norwegen                        | The Voice – Norges Beste Stemme                           | TV 2                    | 5. Staffel (2019), Maria Engås Halsne            | 14. Januar 2019 bis 31. Mai 2019                       | Lene Marlin Martin Danielle Morten Harket Yosef Wolde-Mariam                                                       | Øyvind Mund Maria Bodøgaard (Backstage)                                                                                |
| Norwegen                        | The Voice – Norges Beste Stemme                           | TV 2                    | 6. Staffel (2021), Erlend Gunstveit              | 8. Januar 2021 bis 28. Mai 2021                        | Ina Wroldsen Matoma Espen Lind Yosef Wolde-Mariam                                                                  | Øyvind Mund Maria Bodøgaard (Backstage)                                                                                |
| Norwegen                        | The Voice – Norges Beste Stemme                           | TV 2                    | 7. Staffel (2022), Jørgen Dahl Moe               | 7. Januar 2022 bis 27. Mai 2022                        | Ina Wroldsen Matoma Espen Lind Yosef Wolde-Mariam                                                                  | Siri Avlesen-Østli Maria Bodøgaard (Backstage)                                                                         |
| Norwegen                        | The Voice – Norges Beste Stemme                           | TV 2                    | 8. Staffel (2023), Kira Dalan-Eriksen            | 6. Januar 2023 bis 26. Mai 2023                        | Ina Wroldsen Jarle Bernhoft Espen Lind Yosef Wolde-Mariam                                                          | Siri Avlesen-Østli Maria Bodøgaard (Backstage)                                                                         |
| Norwegen                        | The Voice – Norges Beste Stemme                           | TV 2                    | 9. Staffel (2024), Inger Lise Hope               | 5. Januar 2024 bis 31. Mai 2024                        | Ina Wroldsen Jarle Bernhoft Espen Lind Yosef Wolde-Mariam                                                          | Siri Avlesen-Østli Maria Bodøgaard (Backstage)                                                                         |
| Norwegen                        | The Voice – Norges Beste Stemme                           | TV 2                    | 10. Staffel (2025), Andrea Holm                  | 3. Januar 2025 bis 23. Mai 2025                        | Eva Weel Skram Gabrielle Leithaug Espen Lind Yosef Wolde-Mariam                                                    | Siri Avlesen-Østli Maria Bodøgaard (Backstage)                                                                         |
| Peru                            | La voz Perú                                               | Latina Televisión       | 1. Staffel (2013), Daniel Lazo                   | 30. September 2013 bis 20. Dezember 2013               | Jerry Rivera Kalimba Marichal José Luis Rodríguez Eva Ayllón                                                       | Cristian Rivero Diego Ubierna (Backstage)                                                                              |
| Peru                            | La voz Perú                                               | Latina Televisión       | 2. Staffel (2014), Ruby Palomino                 | 23. September 2014 bis 19. Dezember 2014               | Jerry Rivera Kalimba Marichal José Luis Rodríguez Eva Ayllón                                                       | Cristian Rivero Diego Ubierna (Backstage)                                                                              |
| Peru                            | La voz Perú                                               | Latina Televisión       | 3. Staffel (2015), Yamilet de la Jara            | 27. September 2015 bis 18. Dezember 2015               | Luis Enrique Gian Marco Álex Lora Eva Ayllón                                                                       | Cristian Rivero Jesús Alzamora                                                                                         |
| Peru                            | La voz Perú                                               | Latina Televisión       | 4. Staffel (2021), Marcela Navarro               | 14. Juni 2021 bis 26. August 2021                      | Daniela Darcourt Mike Bahía Guillermo Dávila Eva Ayllón                                                            | Cristian Rivero Karen Schwarz (Live-Shows)                                                                             |
| Peru                            | La voz Perú                                               | Latina Televisión       | 5. Staffel (2022), Lita Pezo                     | 4. Juli 2022 bis 20. August 2022                       | Daniela Darcourt Christian Yaipén Noel Schajris Eva Ayllón                                                         | Cristian Rivero Karen Schwarz (Live-Shows)                                                                             |
| Peru                            | La voz Perú                                               | Latina Televisión       | 6. Staffel (2023), Luis Manuel                   | 16. Januar 2023 bis 18. März 2023                      | Raúl Romero Maricarmen Marín Mauricio Mesones Eva Ayllón                                                           | Jesús Alzamora María Paz Gonzales-Vigil                                                                                |
| Philippinen                     | The Voice of the Philippines                              | ABS-CBN                 | 1. Staffel (2013), Mitoy Yonting                 | 15. Juni 2013 bis 29. September 2013                   | Sarah Geronimo Bamboo Mañalac Lea Salonga apl.de.ap                                                                | Toni Gonzaga Robi Domingo (Backstage) Alex Gonzaga (Backstage)                                                         |
| Philippinen                     | The Voice of the Philippines                              | ABS-CBN                 | 2. Staffel (2014/15), Jason Dy                   | 26. Oktober 2014 bis 1. März 2015                      | Sarah Geronimo Bamboo Mañalac Lea Salonga apl.de.ap                                                                | Toni Gonzaga Luis Manzano Robi Domingo (Backstage) Alex Gonzaga (Backstage)                                            |
| Polen                           | The Voice of Poland                                       | TVP2                    | 1. Staffel (2011), Damian Ukeje                  | 3. September 2011 bis 10. Dezember 2011                | Nergal Kayah Andrzej Piaseczny Ania Dąbrowska                                                                      | Hubert Urbański Magdalena Mielcarz Mateusz Szymkowiak (Backstage)                                                      |
| Polen                           | The Voice of Poland                                       | TVP2                    | 2. Staffel (2013), Natalia Sikora                | 2. März 2013 bis 19. Mai 2013                          | Justyna Steczkowska Patrycja Markowska Marek Piekarczyk Tomson und Baron                                           | Tomasz Kammel Marika Maciej Musiał (Backstage)                                                                         |
| Polen                           | The Voice of Poland                                       | TVP2                    | 3. Staffel (2013), Mateusz Ziółko                | 7. September 2013 bis 30. November 2013                | Edyta Górniak Maria Sadowska Marek Piekarczyk Tomson und Baron                                                     | Tomasz Kammel Marika Maciej Musiał (Backstage)                                                                         |
| Polen                           | The Voice of Poland                                       | TVP2                    | 4. Staffel (2014), Juan Carlos Cano              | 1. März 2014 bis 24. Mai 2014                          | Justyna Steczkowska Maria Sadowska Marek Piekarczyk Tomson und Baron                                               | Tomasz Kammel Marika Maciej Musiał (Backstage)                                                                         |
| Polen                           | The Voice of Poland                                       | TVP2                    | 5. Staffel (2014), Aleksandra Nizio              | 6. September 2014 bis 6. Dezember 2014                 | Justyna Steczkowska Edyta Górniak Marek Piekarczyk Tomson und Baron                                                | Tomasz Kammel Magdalena Mielcarz Maciej Musiał (Backstage)                                                             |
| Polen                           | The Voice of Poland                                       | TVP2                    | 6. Staffel (2015), Krzysztof Iwaneczko           | 5. September 2015 bis 28. November 2015                | Edyta Górniak Maria Sadowska Andrzej Piaseczny Tomson und Baron                                                    | Tomasz Kammel Halina Mlynkova Maciej Musiał (Backstage)                                                                |
| Polen                           | The Voice of Poland                                       | TVP2                    | 7. Staffel (2016), Mateusz Grędziński            | 3. September 2016 bis 26. November 2016                | Natalia Kukulska Maria Sadowska Andrzej Piaseczny Tomson und Baron                                                 | Tomasz Kammel Barbara Kurdej-Szatan Maciej Musiał (Backstage)                                                          |
| Polen                           | The Voice of Poland                                       | TVP2                    | 8. Staffel (2017), Marta Gałuszewska             | 2. September 2017 bis 25. November 2017                | Michał Szpak Maria Sadowska Andrzej Piaseczny Tomson und Baron                                                     | Tomasz Kammel Barbara Kurdej-Szatan Marcelina Zawadzka (Backstage) Maciej Musiał (Backstage)                           |
| Polen                           | The Voice of Poland                                       | TVP2                    | 9. Staffel (2018), Marcin Sójka                  | 1. September 2018 bis 1. Dezember 2018                 | Michał Szpak Patrycja Markowska Grzegorz Hyży Piotr Cugowski                                                       | Tomasz Kammel Barbara Kurdej-Szatan Maciej Musiał (Backstage)                                                          |
| Polen                           | The Voice of Poland                                       | TVP2                    | 10. Staffel (2019), Alicja Szemplińska           | 7. September 2019 bis 30. November 2019                | Michał Szpak Kamil Bednarek Margaret Tomson und Baron                                                              | Tomasz Kammel Maciej Musiał Marcelina Zawadzka (Backstage) Adam Zdrójkowski (Backstage)                                |
| Polen                           | The Voice of Poland                                       | TVP2                    | 11. Staffel (2020), Krystian Ochman              | 12. September 2020 bis 5. Dezember 2020                | Michał Szpak Edyta Górniak Urszula Dudziak Tomson und Baron                                                        | Tomasz Kammel Maciej Musiał Małgorzata Tomaszewska–Słomina (Backstage) Adam Zdrójkowski (Backstage)                    |
| Polen                           | The Voice of Poland                                       | TVP2                    | 12. Staffel (2021), Marta Burdynowicz            | 11. September 2021 bis 4. Dezember 2021                | Justyna Steczkowska Sylwia Grzeszczak Marek Piekarczyk Tomson und Baron                                            | Tomasz Kammel Małgorzata Tomaszewska–Słomina Aleksander Sikora (Backstage) Michał Szczygieł (Backstage)                |
| Polen                           | The Voice of Poland                                       | TVP2                    | 13. Staffel (2022), Dominik Dudek                | 3. September 2022 bis 19. November 2022                | Justyna Steczkowska Lanberry Marek Piekarczyk Tomson und Baron                                                     | Tomasz Kammel Małgorzata Tomaszewska–Słomina Aleksander Sikora (Backstage) Michał Szczygieł (Backstage)                |
| Polen                           | The Voice of Poland                                       | TVP2                    | 14. Staffel (2023), Jan Górka                    | 2. September 2023 bis 25. November 2023                | Justyna Steczkowska Lanberry Marek Piekarczyk Tomson und Baron                                                     | Tomasz Kammel Aleksander Sikora (Backstage) Michał Szczygieł (Backstage)                                               |
| Polen                           | The Voice of Poland                                       | TVP2                    | 15. Staffel (2024), Anna Iwanek                  | 7. September 2024 bis 30. November 2024                | Michał Szpak Lanberry Kuba Badach Tomson und Baron                                                                 | Paulina Chylewska Maciej Musiał (Backstage) Jan Dąbrowski (Backstage)                                                  |
| Portugal                        | A Voz de Portugal                                         | RTP1                    | 1. Staffel (2011/12), Denis Filipe               | 29. Oktober 2011 bis 25. Februar 2012                  | Paulo Gonzo Anjos Mia Rose Rui Reininho                                                                            | Catarina Furtado Diogo Beja (Backstage)                                                                                |
| Portugal                        | The Voice Portugal                                        | RTP1                    | 2. Staffel (2014), Rui Drumond                   | 30. März 2014 bis 27. Juli 2014                        | Mickael Carreira Marisa Liz Anselmo Ralph Rui Reininho                                                             | Catarina Furtado Vasco Palmeirim Pedro Fernandes (Backstage) Laura Figueiredo (Backstage) Mariana Monteiro (Backstage) |
| Portugal                        | The Voice Portugal                                        | RTP1                    | 3. Staffel (2015/16), Deolinda Kinzimba          | 11. Oktober 2015 bis 10. Januar 2016                   | Mickael Carreira Marisa Liz Anselmo Ralph Aurea                                                                    | Catarina Furtado Vasco Palmeirim Jani Gabriel (Backstage)                                                              |
| Portugal                        | The Voice Portugal                                        | RTP1                    | 4. Staffel (2016), Daniel Fernando               | 4. September 2016 bis 25. Dezember 2016                | Mickael Carreira Marisa Liz Anselmo Ralph Aurea                                                                    | Catarina Furtado Vasco Palmeirim Jani Gabriel (Backstage)                                                              |
| Portugal                        | The Voice Portugal                                        | RTP1                    | 5. Staffel (2017), Tomás Adrião                  | 10. September 2017 bis 23. Dezember 2017               | Mickael Carreira Marisa Liz Anselmo Ralph Aurea                                                                    | Catarina Furtado Vasco Palmeirim Jani Gabriel (Backstage)                                                              |
| Portugal                        | The Voice Portugal                                        | RTP1                    | 6. Staffel (2018), Maria Vitória                 | 23. September 2018 bis 30. Dezember 2018               | Mickael Carreira Marisa Liz Anselmo Ralph Aurea                                                                    | Catarina Furtado Vasco Palmeirim Mafalda de Castro (Backstage)                                                         |
| Portugal                        | The Voice Portugal                                        | RTP1                    | 7. Staffel (2019/20), Rita Sanches               | 13. Oktober 2019 bis 12. Januar 2020                   | Diogo Piçarra Marisa Liz António Zambujo Aurea                                                                     | Catarina Furtado Vasco Palmeirim Mafalda de Castro (Backstage)                                                         |
| Portugal                        | The Voice Portugal                                        | RTP1                    | 8. Staffel (2020/21), Luis Trigacheiro           | 27. September 2020 bis 3. Januar 2021                  | Diogo Piçarra Marisa Liz António Zambujo Aurea                                                                     | Catarina Furtado Vasco Palmeirim Fábio Lopes (Backstage)                                                               |
| Portugal                        | The Voice Portugal                                        | RTP1                    | 9. Staffel (2021/22), Rodrigo Lourenço           | 17. Oktober 2021 bis 6. Februar 2022                   | Diogo Piçarra Marisa Liz António Zambujo Aurea                                                                     | Catarina Furtado Vasco Palmeirim Fábio Lopes (Backstage)                                                               |
| Portugal                        | The Voice Portugal                                        | RTP1                    | 10. Staffel (2022/23), Gustavo Reinas            | 25. September 2022 bis 22. Januar 2022                 | Diogo Piçarra Marisa Liz Carolina Deslandes Dino D'Santiago                                                        | Catarina Furtado Vasco Palmeirim Catarina Maia (Backstage)                                                             |
| Portugal                        | The Voice Portugal                                        | RTP1                    | 11. Staffel (2023/24), José Bacelar              | 17. September 2023 bis 7. Januar 2024                  | Fernando Daniel Sara Correia António Zambujo Sónia Tavares                                                         | Catarina Furtado Catarina Maia (Backstage)                                                                             |
| Portugal                        | The Voice Portugal                                        | RTP1                    | 12. Staffel (2024/25), Rafael Ribeiro            | 22. September 2024 bis 5. Januar 2025                  | Fernando Daniel Sara Correia Nininho Vaz Maia Sónia Tavares                                                        | Catarina Furtado Catarina Maia (Backstage)                                                                             |
| Rumänien                        | Vocea României                                            | Pro TV                  | 1. Staffel (2011), Ștefan Stan                   | 27. September 2011 bis 26. Dezember 2011               | Loredana Groza Marius Moga Horia Brenciu Smiley                                                                    | Pavel Bartoș Roxana Ionescu Vlad Roșca (Backstage)                                                                     |
| Rumänien                        | Vocea României                                            | Pro TV                  | 2. Staffel (2012), Julie Mayaya                  | 25. September 2012 bis 26. Dezember 2012               | Loredana Groza Marius Moga Horia Brenciu Smiley                                                                    | Pavel Bartoș Nicoleta Luciu Vlad Roșca (Backstage)                                                                     |
| Rumänien                        | Vocea României                                            | Pro TV                  | 3. Staffel (2013), Mihai Chițu                   | 28. September 2013 bis 26. Dezember 2013               | Loredana Groza Marius Moga Horia Brenciu Smiley                                                                    | Pavel Bartoș Nicoleta Luciu Vlad Roșca (Backstage)                                                                     |
| Rumänien                        | Vocea României                                            | Pro TV                  | 4. Staffel (2014), Tiberiu Albu                  | 16. September 2014 bis 19. Dezember 2014               | Loredana Groza Marius Moga Tudor Chirilă Smiley                                                                    | Pavel Bartoș Oana Tache (Backstage)                                                                                    |
| Rumänien                        | Vocea României                                            | Pro TV                  | 5. Staffel (2015), Cristina Bălan                | 18. September 2015 bis 18. Dezember 2015               | Loredana Groza Marius Moga Tudor Chirilă Smiley                                                                    | Pavel Bartoș Oana Tache (Backstage)                                                                                    |
| Rumänien                        | Vocea României                                            | Pro TV                  | 6. Staffel (2016), Teodora Buciu                 | 9. September 2016 bis 16. Dezember 2016                | Loredana Groza Marius Moga Tudor Chirilă Smiley                                                                    | Pavel Bartoș Lili Sandu (Backstage)                                                                                    |
| Rumänien                        | Vocea României                                            | Pro TV                  | 7. Staffel (2017), Ana Munteanu                  | 8. September 2017 bis 15. Dezember 2017                | Loredana Groza Adrian Despot Tudor Chirilă Smiley                                                                  | Pavel Bartoș Lili Sandu (Backstage)                                                                                    |
| Rumänien                        | Vocea României                                            | Pro TV                  | 8. Staffel (2018), Bogdan Ioan                   | 7. September 2018 bis 14. Dezember 2018                | Andra Irina Rimes Tudor Chirilă Smiley                                                                             | Pavel Bartoș Irina Fodor (Backstage) Laura Giurcanu (Backstage)                                                        |
| Rumänien                        | Vocea României                                            | Pro TV                  | 9. Staffel (2019), Dragoș Moldovan               | 6. September 2019 bis 20. Dezember 2019                | Horia Brenciu Irina Rimes Tudor Chirilă Smiley                                                                     | Pavel Bartoș Irina Fodor (Backstage)                                                                                   |
| Rumänien                        | Vocea României                                            | Pro TV                  | 10. Staffel (2022), Iulian Nunucă                | 9. September 2022 bis 23. Dezember 2022                | Denis Roabeș Irina Rimes Tudor Chirilă Smiley und Theo Rose                                                        | Pavel Bartoș Iulia Pârlea (Backstage)                                                                                  |
| Rumänien                        | Vocea României                                            | Pro TV                  | 11. Staffel (2023), Alexandra Căpitănescu        | 8. September 2023 bis 15. Dezember 2023                | Smiley Irina Rimes Tudor Chirilă Horia Brenciu und Theo Rose                                                       | Pavel Bartoș Alina Ceușan (Backstage)                                                                                  |
| Rumänien                        | Vocea României                                            | Pro TV                  | 12. Staffel (2024), Aura Şova                    | 13. September 2024 bis 20. Dezember 2024               | Smiley Irina Rimes Tudor Chirilă Horia Brenciu und Theo Rose                                                       | Pavel Bartoș |
| Russland                        | Голос (Golos)                                             | Perwy kanal             | 1. Staffel (2012), Dina Garipowa                 | 5. Oktober 2012 bis 29. Dezember 2012                  | Dima Bilan Pelageja Alexander Gradski Leonid Agutin                                                                | Dmitri Nagijew |
| Russland                        | Голос (Golos)                                             | Perwy kanal             | 2. Staffel (2013), Sergei Woltschkow             | 6. September 2013 bis 27. Dezember 2013                | Dima Bilan Pelageja Alexander Gradski Leonid Agutin                                                                | Dmitri Nagijew |
| Russland                        | Голос (Golos)                                             | Perwy kanal             | 3. Staffel (2014), Alexandra Worobjowa           | 5. September 2014 bis 26. Dezember 2014                | Dima Bilan Pelageja Alexander Gradski Leonid Agutin                                                                | Dmitri Nagijew |
| Russland                        | Голос (Golos)                                             | Perwy kanal             | 4. Staffel (2015), Ieromonach Photios            | 4. September 2015 bis 25. Dezember 2015                | Grigori Leps Polina Gagarina Alexander Gradski Basta                                                               | Dmitri Nagijew |
| Russland                        | Голос (Golos)                                             | Perwy kanal             | 5. Staffel (2016), Darya Antonyuk                | 2. September 2016 bis 30. Dezember 2016                | Grigori Leps Polina Gagarina Dima Bilan Leonid Agutin                                                              | Dmitri Nagijew |
| Russland                        | Голос (Golos)                                             | Perwy kanal             | 6. Staffel (2017), Selim Alakhyarov              | 1. September 2017 bis 29. Dezember 2017                | Dima Bilan Pelageja Alexander Gradski Leonid Agutin                                                                | Dmitri Nagijew |
| Russland                        | Голос (Golos)                                             | Perwy kanal             | 7. Staffel (2018/19), Petr Zakharov              | 12. Oktober 2018 bis 1. Januar 2019                    | Konstantin Meladze Ani Lorak Sergei Schnurow Basta                                                                 | Dmitri Nagijew |
| Russland                        | Голос (Golos)                                             | Perwy kanal             | 8. Staffel (2019/20), Asker Berbekov             | 11. Oktober 2019 bis 1. Januar 2020                    | Konstantin Meladze Polina Gagarina Sergei Schnurow Waleri Sjutkin                                                  | Dmitri Nagijew |
| Russland                        | Голос (Golos)                                             | Perwy kanal             | 9. Staffel (2020), Jana Gabbasova                | 9. Oktober 2020 bis 30. Dezember 2020                  | Basta Polina Gagarina Sergei Schnurow Waleri Sjutkin                                                               | Dmitri Nagijew |
| Russland                        | Голос (Golos)                                             | Perwy kanal             | 10. Staffel (2021), Alexandr Volkodav            | 8. Oktober 2021 bis 30. Dezember 2021                  | Dima Bilan Pelageja Alexander Gradski Leonid Agutin                                                                | Dmitri Nagijew |
| Russland                        | Голос (Golos)                                             | Perwy kanal             | 11. Staffel (2023), Viktoria Solomakhina         | 3. März 2023 bis 2. Juni 2023                          | Basta Polina Gagarina Vladimir Presnyakov Anton Belyaev                                                            | Yana Churikova |
| Russland                        | Голос (Golos)                                             | Perwy kanal             | 12. Staffel (2024), Bogdan Shuvalov              | 19. Januar 2024 bis 27. April 2024                     | Zivert Polina Gagarina Vladimir Presnyakov Anton Belyaev                                                           | Yana Churikova |
| Russland                        | Голос (Golos)                                             | Perwy kanal             | 13. Staffel (2025), David Sanikidze              | 31. Januar 2025 bis 25. April 2025                     | Basta Polina Gagarina Chibla Gersmawa Anton Belyaev                                                                | Yana Churikova |
| Schweden                        | The Voice Sverige                                         | TV4                     | 1. Staffel (2012), Ulf Nilsson                   | 4. Januar 2012 bis 23. März 2012                       | Carola Häggkvist Petter Askergren Magnus Uggla Ola Salo                                                            | Carina Berg Simona Abraham (Backstage)                                                                                 |
| Schweiz                         | The Voice of Switzerland                                  | SRF 1                   | 1. Staffel (2013), Nicole Bernegger              | 26. Januar 2013 bis 16. März 2013                      | Stefanie Heinzmann Stress Philipp Fankhauser Marc Sway                                                             | Sven Epiney Viola Tami (Backstage)                                                                                     |
| Schweiz                         | The Voice of Switzerland                                  | SRF 1                   | 2. Staffel (2014), Tiziana Gulino                | 22. Februar 2014 bis 19. April 2014                    | Stefanie Heinzmann Stress Philipp Fankhauser Marc Sway                                                             | Sven Epiney Viola Tami Tanya König (Backstage)                                                                         |
| Schweiz                         | The Voice of Switzerland                                  | 3+                      | 3. Staffel (2020), Remo Forrer                   | 27. Januar 2020 bis 6. April 2020                      | DJ Antoine Anna Rossinelli Noah Veraguth Gölä und Trauffer                                                         | Christa Rigozzi Max Loong                                                                                              |
| Slowakei Tschechien             | Hlas Česko Slovenska                                      | TV Markíza bzw. TV Nova | 1. Staffel (2012), Ivanna Bagová                 | 12. Februar 2012 bis 3. Juni 2012                      | Dara Rolins Michal David Rytmus Josef Vojtek                                                                       | Leoš Mareš Martina Csillagová                                                                                          |
| Slowakei Tschechien             | Hlas Česko Slovenska                                      | TV Markíza bzw. TV Nova | 2. Staffel (2014), Lenka Hrůzová                 | 5. März 2014 bis 18. Juni 2014                         | Dara Rolins und Marta Jandová Michal David Majk Spirit Josef Vojtek                                                | Leoš Mareš Martina Csillagová                                                                                          |
| Slowakei Tschechien             | The Voice Česko Slovensko                                 | TV Markíza bzw. TV Nova | 3. Staffel (2019), Annamária d'Almeida           | 10. Februar 2019 bis 25. Mai 2019                      | Kali Vojtěch Dyk Jana Kirschner Josef Vojtek                                                                       | Tereza Kerndlová Mária Čírová                                                                                          |
| Spanien                         | La Voz                                                    | Telecinco               | 1. Staffel (2012), Rafa Blas                     | 19. September 2012 bis 19. Dezember 2012               | David Bisbal Malú Rosario Flores Melendi                                                                           | Jesús Vázquez Tania Llasera (Backstage)                                                                                |
| Spanien                         | La Voz                                                    | Telecinco               | 2. Staffel (2013), David Barrul                  | 16. September 2013 bis 19. Dezember 2013               | David Bisbal Malú Rosario Flores Antonio Orozco                                                                    | Jesús Vázquez Tania Llasera (Backstage)                                                                                |
| Spanien                         | La Voz                                                    | Telecinco               | 3. Staffel (2015), Antonio José                  | 23. März 2015 bis 24. Juni 2015                        | Alejandro Sanz Malú Laura Pausini Antonio Orozco                                                                   | Jesús Vázquez Tania Llasera (Backstage)                                                                                |
| Spanien                         | La Voz                                                    | Telecinco               | 4. Staffel (2016), Irene Caruncho                | 21. September 2016 bis 21. Dezember 2016               | Alejandro Sanz Malú Manuel Carrasco Melendi                                                                        | Jesús Vázquez Tania Llasera (Backstage)                                                                                |
| Spanien                         | La Voz                                                    | Telecinco               | 5. Staffel (2017), Alba Gil Santana              | 22. September 2017 bis 22. Dezember 2017               | Juanes Malú Manuel Carrasco Pablo López                                                                            | Jesús Vázquez Tania Llasera (Backstage)                                                                                |
| Spanien                         | La Voz                                                    | Antena 3                | 6. Staffel (2019), Andrés Martín                 | 7. Januar 2019 bis 10. April 2019                      | Paulina Rubio Luis Fonsi Antonio Orozco Pablo López                                                                | Eva González Juanra Bonet (Backstage)                                                                                  |
| Spanien                         | La Voz                                                    | Antena 3                | 7. Staffel (2020), Kelly Isaiah Ogbebor          | 11. September 2020 bis 4. Dezember 2020                | Alejandro Sanz Laura Pausini Antonio Orozco Pablo López                                                            | Eva González |
| Spanien                         | La Voz                                                    | Antena 3                | 8. Staffel (2021), Inés Manzano                  | 17. September 2021 bis 18. Dezember 2021               | Alejandro Sanz Malú Luis Fonsi Pablo Alborán                                                                       | Eva González |
| Spanien                         | La Voz                                                    | Antena 3                | 9. Staffel (2022), Javier Crespo                 | 23. September 2022 bis 16. Dezember 2022               | Antonio Orozco Laura Pausini Luis Fonsi Pablo López                                                                | Eva González |
| Spanien                         | La Voz                                                    | Antena 3                | 10. Staffel (2023), Elsa Tortonda                | 15. September 2023 bis 15. Dezember 2023               | Antonio Orozco Malú Luis Fonsi Pablo López                                                                         | Eva González |
| Spanien                         | La Voz                                                    | Antena 3                | 11. Staffel (2024), Manuel Ayra                  | 13. September 2024 bis 20. Dezember 2024               | Antonio Orozco Malú Luis Fonsi Pablo López                                                                         | Eva González |
| Sri Lanka                       | The Voice Sri Lanka                                       | Sirasa TV               | 1. Staffel (2020/21), Harith Wijeratne           | 21. November 2020 bis 11. Dezember 2021                | Kasun Kalhara Umaria Sinhawansa Shashika Nisansala Bathiya und Santhush                                            | Sumiran Dhananjaya Gunasekara                                                                                          |
| Sri Lanka                       | The Voice Sri Lanka                                       | Sirasa TV               | 2. Staffel (2022/23), Rameesh Sashinka           | 29. Oktober 2022 bis 21. Mai 2023                      | Kasun Kalhara Umaria Sinhawansa Shashika Nisansala Bathiya und Santhush                                            | Sumiran Dhananjaya Gunasekara                                                                                          |
| Sri Lanka                       | The Voice Sri Lanka                                       | Sirasa TV               | 3. Staffel (2024/25), Imesh Sandeepa             | 14. Dezember 2024 bis 14. Juni 2025                    | Supun Perera Raini Charuka Goonatillake Hirushi Mihindu Ariyaratne                                                 | Sumiran Dhananjaya Gunasekara                                                                                          |
| Südafrika                       | The Voice South Africa                                    | M-Net                   | 1. Staffel (2016), Richard Stirton               | 31. Januar 2016 bis 22. Mai 2016                       | Lira Karen Zoid Kahn Morbee Bobby van Jaarsveld                                                                    | Lungile Radu Stacey Norman (Backstage)                                                                                 |
| Südafrika                       | The Voice South Africa                                    | M-Net                   | 2. Staffel (2017), Craig Lucas                   | 5. Februar 2017 bis 9. Juli 2017                       | Lira Karen Zoid Kahn Morbee Bobby van Jaarsveld                                                                    | Lungile Radu Stacey Norman (Backstage)                                                                                 |
| Südafrika                       | The Voice South Africa                                    | M-Net                   | 3. Staffel (2019), Tasché Burger                 | 3. Februar 2019 bis 7. Juli 2019                       | Lira Riky Rick Riana Nel Francois Van Coke                                                                         | Anele Mdoda |
| Südkorea                        | 보이스 코리아 (boiseu kolia)                              | Mnet                    | 1. Staffel (2012), Son Seung Yeon                | 10. Februar 2012 bis 11. Mai 2012                      | Shin Seung-hun Baek Ji-young Kangta Gil Seong-joon                                                                 | Kim Jin Pyo Park Ji Yoon (Backstage)                                                                                   |
| Südkorea                        | 보이스 코리아 (boiseu kolia)                              | Mnet                    | 2. Staffel (2013), Lee Ye-Jun                    | 22. Februar 2013 bis 31. Mai 2013                      | Shin Seung-hun Baek Ji-young Kangta Gil Seong-joon                                                                 | Kim Jin Pyo Park Ji Yoon (Backstage)                                                                                   |
| Südkorea                        | 보이스 코리아 (boiseu kolia)                              | Mnet                    | 3. Staffel (2020), Kim Ji-hyun                   | 29. Mai 2020 bis 10. Juli 2020                         | Kim Jong-kook BoA Sung Si-kyung Dynamic Duo                                                                        | Jang Sung-kyu |
| Thailand                        | The Voice เสียงจริงตัวจริง (The Voice S̄eīyng cring tạw cring) | Kanal 3                 | 1. Staffel (2012), Thanon Chamroen               | 9. September 2012 bis 15. Dezember 2012                | Saharat Sangkapricha Jennifer Kim Joey Boy Apiwat Eauthavornsuk                                                    | Songsit Rungnopakunsi                                                                                                  |
| Thailand                        | The Voice เสียงจริงตัวจริง (The Voice S̄eīyng cring tạw cring) | Kanal 3                 | 2. Staffel (2013), Rangson Panyaruean            | 8. September 2013 bis 14. Dezember 2013                | Saharat Sangkapricha Jennifer Kim Joey Boy Apiwat Eauthavornsuk                                                    | Songsit Rungnopakunsi Rinlanee Sripen (Backstage)                                                                      |
| Thailand                        | The Voice เสียงจริงตัวจริง (The Voice S̄eīyng cring tạw cring) | Kanal 3                 | 3. Staffel (2014), Somsak Rinnairak              | 7. September 2014 bis 14. Dezember 2014                | Saharat Sangkapricha Jennifer Kim Joey Boy Apiwat Eauthavornsuk                                                    | Songsit Rungnopakunsi Rinlanee Sripen (Backstage)                                                                      |
| Thailand                        | The Voice เสียงจริงตัวจริง (The Voice S̄eīyng cring tạw cring) | Kanal 3                 | 4. Staffel (2015), Thitthinan Onpan              | 6. September 2015 bis 13. Dezember 2015                | Saharat Sangkapricha Jennifer Kim Joey Boy Singto Namchok                                                          | Songsit Rungnopakunsi Rinlanee Sripen (Backstage)                                                                      |
| Thailand                        | The Voice เสียงจริงตัวจริง (The Voice S̄eīyng cring tạw cring) | Kanal 3                 | 5. Staffel (2016/17), Siphum Bencharat           | 11. September 2016 bis 5. Februar 2017                 | Saharat Sangkapricha Da Endorphine Joey Boy Singto Namchok                                                         | Songsit Rungnopakunsi Rinlanee Sripen (Backstage)                                                                      |
| Thailand                        | The Voice เสียงจริงตัวจริง (The Voice S̄eīyng cring tạw cring) | Kanal 3                 | 6. Staffel (2017/18), Wachirawit Chinkoet        | 12. November 2017 bis 25. Februar 2018                 | Saharat Sangkapricha Da Endorphine Joey Boy Singto Namchok                                                         | Songsit Rungnopakunsi Rinlanee Sripen (Backstage)                                                                      |
| Thailand                        | The Voice เสียงจริงตัวจริง (The Voice S̄eīyng cring tạw cring) | PPTV                    | 7. Staffel (2018/19), Pongsatorn Kambang         | 19. November 2018 bis 4. März 2019                     | Saharat Sangkapricha Jennifer Kim Joey Boy Pop Pongkul                                                             | Songsit Rungnopakunsi                                                                                                  |
| Thailand                        | The Voice เสียงจริงตัวจริง (The Voice S̄eīyng cring tạw cring) | PPTV                    | 8. Staffel (2019), Eakkamon Bunphothong          | 16. September 2019 bis 23. Dezember 2019               | Saharat Sangkapricha Jennifer Kim Joey Boy Pop Pongkul                                                             | Songsit Rungnopakunsi                                                                                                  |
| Thailand                        | The Voice เสียงจริงตัวจริง (The Voice S̄eīyng cring tạw cring) | One 31                  | 9. Staffel (2024), Theeraphong Deaw              | 8. September 2024 bis 15. Dezember 2024                | Saharat Sangkapricha Jennifer Kim Oat Pramote Jaii Taitosmith                                                      | Songsit Rungnopakunsi                                                                                                  |
| Türkei                          | O Ses Türkiye                                             | Show TV                 | 1. Staffel (2011/12), Oğuz Berkay Fidan          | 10. Oktober 2011 bis 19. Februar 2012                  | Hülya Avşar Hadise Murat Boz Mustafa Sandal                                                                        | Acun Ilıcalı Alp Kırşan (Backstage)                                                                                    |
| Türkei                          | O Ses Türkiye                                             | Star TV                 | 2. Staffel (2012/13), Mustafa Bozkurt            | 1. Oktober 2012 bis 18. Februar 2013                   | Hülya Avşar Hadise Murat Boz Mustafa Sandal                                                                        | Acun Ilıcalı Alp Kırşan (Backstage)                                                                                    |
| Türkei                          | O Ses Türkiye                                             | Star TV                 | 3. Staffel (2013/14), Hasan Doğru                | 16. September 2013 bis 20. Januar 2014                 | Ebru Gündeş Hadise Murat Boz Gökhan Özoğuz                                                                         | Acun Ilıcalı Alp Kırşan (Backstage)                                                                                    |
| Türkei                          | O Ses Türkiye                                             | TV 8                    | 4. Staffel (2014/15), Elnur Hüseynov             | 29. September 2014 bis 18. Februar 2015                | Ebru Gündeş Hadise Mazhar Alanson und Özkan Uğur Gökhan Özoğuz                                                     | Acun Ilıcalı Zeynep Dörtkardeşler (Backstage)                                                                          |
| Türkei                          | O Ses Türkiye                                             | TV 8                    | 5. Staffel (2015/16), Emre Sertkaya              | 4. Oktober 2015 bis 2. Februar 2016                    | Ebru Gündeş Hadise Murat Boz Gökhan und Hakan Özoğuz                                                               | Acun Ilıcalı Zeynep Dörtkardeşler (Backstage)                                                                          |
| Türkei                          | O Ses Türkiye                                             | TV 8                    | 6. Staffel (2016/17), Dodan Özer                 | 2. Oktober 2016 bis 19. März 2017                      | Sibel Can Hadise Murat Boz Gökhan und Hakan Özoğuz                                                                 | Acun Ilıcalı Zeynep Dörtkardeşler (Backstage)                                                                          |
| Türkei                          | O Ses Türkiye                                             | TV 8                    | 7. Staffel (2017/18), Lütfiye Özipek             | 7. Oktober 2017 bis 6. Februar 2018                    | Yıldız Tilbe Hadise Murat Boz Gökhan Özoğuz                                                                        | Acun Ilıcalı Zeynep Dörtkardeşler (Backstage)                                                                          |
| Türkei                          | O Ses Türkiye                                             | TV 8                    | 8. Staffel (2018/19), Ferat Üngür                | 6. Oktober 2018 bis 27. Januar 2019                    | Seda Sayan Hadise Murat Boz Beyazıt Öztürk                                                                         | Acun Ilıcalı Zeynep Dörtkardeşler (Backstage)                                                                          |
| Türkei                          | O Ses Türkiye                                             | TV 8                    | 9. Staffel (2019/20), Alkan Dalgakıran           | 5. Oktober 2019 bis 15. Februar 2020                   | Seda Sayan Hadise Murat Boz Beyazıt Öztürk                                                                         | Acun Ilıcalı Zeynep Dörtkardeşler (Backstage)                                                                          |
| Türkei                          | O Ses Türkiye                                             | TV 8                    | 10. Staffel (2021/22), Hasan Koçak               | 2. Oktober 2021 bis 21. Januar 2022                    | Ebru Gündeş Oğuzhan Koç Murat Boz Beyazıt Öztürk                                                                   | Acun Ilıcalı |
| Türkei                          | O Ses Türkiye                                             | TV 8                    | 11. Staffel (2025) Mert Özer                     | 8. Februar 2025 bis 11. Mai 2025                       | Melike Şahin Hadise Gökhan Özoğuz Beyazıt Öztürk                                                                   | Saadet Özsırkıntı |
| Ukraine                         | Голос країни (Holos krajiny)                              | 1+1                     | 1. Staffel (2011), Ivan Hanzera                  | 22. Mai 2011 bis 11. September 2011                    | Ruslana Lyschytschko Oleksandr Ponomarjow Diana Arbenina Stas Pjecha                                               | Andryi Domansky Kateryna Osadcha Anatoliy Anatolich (Backstage) Mykyta Dobrynin (Backstage)                            |
| Ukraine                         | Голос країни (Holos krajiny)                              | 1+1                     | 2. Staffel (2012), Pavlo Tabakov                 | 8. Januar 2012 bis 29. April 2012                      | Valeriya Oleksandr Ponomarjow Diana Arbenina Oleg Skrypka                                                          | Andryi Domansky Kateryna Osadcha Anatoliy Anatolich (Backstage) Mykyta Dobrynin (Backstage)                            |
| Ukraine                         | Голос країни (Holos krajiny)                              | 1+1                     | 3. Staffel (2013), Anna Hodorowskaja             | 10. März 2013 bis 9. Juni 2013                         | Tina Karol Oleksandr Ponomarjow Swjatoslaw Wakartschuk Oleh Skrypka                                                | Andryi Domansky Kateryna Osadcha Anatoliy Anatolich (Backstage) Mykyta Dobrynin (Backstage)                            |
| Ukraine                         | Голос країни (Holos krajiny)                              | 1+1                     | 4. Staffel (2014), Igor Grohotsky                | 2. März 2014 bis 8. Juni 2014                          | Ani Lorak Sergei Lasarew Swjatoslaw Wakartschuk Tamara Gverdsiteli                                                 | Olga Konik-Freimut Anatoliy Anatolich (Backstage)                                                                      |
| Ukraine                         | Голос країни (Holos krajiny)                              | 1+1                     | 5. Staffel (2015), Anton Kopytin                 | 8. März 2015 bis 7. Juni 2015                          | Tina Karol Oleksandr Ponomarjow Swjatoslaw Wakartschuk Potap                                                       | Olga Konik-Freimut Yuri Gorbunov                                                                                       |
| Ukraine                         | Голос країни (Holos krajiny)                              | 1+1                     | 6. Staffel (2016), Vitalina Musienko             | 28. Februar 2016 bis 29. Mai 2016                      | Tina Karol Ivan Dorn Swjatoslaw Wakartschuk Potap                                                                  | Kateryna Osadcha Yuri Gorbunov                                                                                         |
| Ukraine                         | Голос країни (Holos krajiny)                              | 1+1                     | 7. Staffel (2017), Aleksander Klimenko           | 22. Januar 2017 bis 23. April 2017                     | Tina Karol Jamala Sergei Babkin Potap                                                                              | Kateryna Osadcha Yuri Gorbunov                                                                                         |
| Ukraine                         | Голос країни (Holos krajiny)                              | 1+1                     | 8. Staffel (2018), Elena Lutsenko                | 28. Januar 2018 bis 29. April 2018                     | Tina Karol Jamala Sergei Babkin Potap                                                                              | Kateryna Osadcha Yuri Gorbunov                                                                                         |
| Ukraine                         | Голос країни (Holos krajiny)                              | 1+1                     | 9. Staffel (2019), Oksana Mukha                  | 20. Januar 2019 bis 21. April 2019                     | Tina Karol Monatik Dan Bălan Potap                                                                                 | Kateryna Osadcha Yuri Gorbunov                                                                                         |
| Ukraine                         | Голос країни (Holos krajiny)                              | 1+1                     | 10. Staffel (2020), Roman Sasanchyn              | 19. Januar 2020 bis 26. April 2020                     | Tina Karol Monatik Dan Bălan Potap und Nastja Kamenskich                                                           | Kateryna Osadcha Yuri Gorbunov                                                                                         |
| Ukraine                         | Голос країни (Holos krajiny)                              | 1+1                     | 11. Staffel (2021), Serhiy Lazanovskyi           | 24. Januar 2021 bis 25. April 2021                     | Tina Karol Monatik Oleh Wynnyk Nadija Dorofjejewa                                                                  | Kateryna Osadcha Yuri Gorbunov                                                                                         |
| Ukraine                         | Голос країни (Holos krajiny)                              | 1+1                     | 12. Staffel (2022), Maria Kvitka                 | 23. Januar 2022 bis 20. November 2022                  | Olya Polyakova Swjatoslaw Wakartschuk Potap Nadija Dorofjejewa                                                     | Kateryna Osadcha Yuri Gorbunov                                                                                         |
| Ukraine                         | Голос країни (Holos krajiny)                              | 1+1                     | 13. Staffel (2023), Mykhailo Panchyshyn          | 3. September 2023 bis 29. Oktober 2023                 | Julija Sanina Artem Pyvovarov Ivan Klymenko Nadija Dorofjejewa                                                     | Kateryna Osadcha Yuri Gorbunov                                                                                         |
| Ungarn                          | The Voice – Magyarország hangja                           | TV 2                    | 1. Staffel (2012/13), Dénes Pál                  | 12. Oktober 2012 bis 25. Januar 2013                   | Andrea Malek Mihály Mező Ferenc Molnár Tamás Somló                                                                 | Tamás Szabó Kimmel Miklós Bányai (Backstage)                                                                           |
| Ungarn                          | The Voice – Magyarország hangja                           | RTL                     | 2. Staffel (2023), Erika Szakács                 | 2. September 2023 bis 18. November 2023                | Curtis Erika Miklósa Nóra Trokán Manuel                                                                            | Bence Istenes |
| Uruguay                         | La Voz Uruguay                                            | Canal 10                | 1. Staffel (2022), Oscar Collazo                 | 7. März 2022 bis 27. Juni 2022                         | Rubén Rada Agustín Casanova Valeria Lynch Lucas Sugo                                                               | Natalia Oreiro |
| Uruguay                         | La Voz Uruguay                                            | Canal 10                | 2. Staffel (2023), Federico Garat                | 3. Juli 2023 23. Oktober 2023                          | Rubén Rada Agustín Casanova Valeria Lynch Lucas Sugo                                                               | Natalia Oreiro |
| Uruguay                         | La Voz Uruguay                                            | Canal 10                | 3. Staffel (2024), Marcos Agüero                 | 3. Juni 2024 21. Oktober 2024                          | Rubén Rada Agustín Casanova Valeria Lynch Luana Persíncula                                                         | Noelia Etcheverry |
| Usbekistan                      | OVoz (The Voice of Uzbekistan)                            | Zo'r TV                 | 1. Staffel (2024), Shohruxmirzo G’aniyev         | 20. April 2024 bis 11. August 2024                     | Farrukh Zokirov Ozodbek Nazarbekov Sevara Nazarxon Tohir Sodiqov                                                   | Mirshakar Faizulloev                                                                                                   |
| Vereinigtes Königreich          | The Voice UK                                              | BBC One                 | 1. Staffel (2012), Leanne Mitchell               | 24. März 2012 bis 2. Juni 2012                         | Jessie J Will.i.am Tom Jones Danny O'Donoghue                                                                      | Holly Willoughby Reggie Yates                                                                                          |
| Vereinigtes Königreich          | The Voice UK                                              | BBC One                 | 2. Staffel (2013), Andrea Begley                 | 30. März 2013 bis 22. Juni 2013                        | Jessie J Will.i.am Tom Jones Danny O'Donoghue                                                                      | Holly Willoughby Reggie Yates                                                                                          |
| Vereinigtes Königreich          | The Voice UK                                              | BBC One                 | 3. Staffel (2014), Jermain Jackman               | 11. Januar 2014 bis 5. April 2014                      | Kylie Minogue Will.i.am Tom Jones Ricky Wilson                                                                     | Emma Willis Marvin Humes                                                                                               |
| Vereinigtes Königreich          | The Voice UK                                              | BBC One                 | 4. Staffel (2015), Stevie McCrorie               | 10. Januar 2015 bis 4. April 2015                      | Rita Ora Will.i.am Tom Jones Ricky Wilson                                                                          | Emma Willis Marvin Humes                                                                                               |
| Vereinigtes Königreich          | The Voice UK                                              | BBC One                 | 5. Staffel (2016), Kevin Simm                    | 9. Januar 2016 bis 9. April 2016                       | Paloma Faith Will.i.am Boy George Ricky Wilson                                                                     | Emma Willis Marvin Humes                                                                                               |
| Vereinigtes Königreich          | The Voice UK                                              | ITV                     | 6. Staffel (2017), Mo Adeniran                   | 7. Januar 2017 bis 2. April 2017                       | Jennifer Hudson Will.i.am Tom Jones Gavin Rossdale                                                                 | Emma Willis Cel Spellman (Backstage)                                                                                   |
| Vereinigtes Königreich          | The Voice UK                                              | ITV                     | 7. Staffel (2018), Ruti Olajugbagbe              | 6. Januar 2018 bis 7. April 2018                       | Jennifer Hudson Will.i.am Tom Jones Olly Murs                                                                      | Emma Willis Jamie Miller (Backstage) Vick Hope (Backstage)                                                             |
| Vereinigtes Königreich          | The Voice UK                                              | ITV                     | 8. Staffel (2019), Molly Hocking                 | 5. Januar 2019 bis 6. April 2019                       | Jennifer Hudson Will.i.am Tom Jones Olly Murs                                                                      | Emma Willis AJ Odudu (Backstage)                                                                                       |
| Vereinigtes Königreich          | The Voice UK                                              | ITV                     | 9. Staffel (2020), Blessing Chitapa              | 4. Januar 2020 bis 14. November 2020                   | Meghan Trainor Will.i.am Tom Jones Olly Murs                                                                       | Emma Willis AJ Odudu (Backstage)                                                                                       |
| Vereinigtes Königreich          | The Voice UK                                              | ITV                     | 10. Staffel (2021), Craig Eddie                  | 2. Januar 2021 bis 20. März 2021                       | Anne-Marie Will.i.am Tom Jones Olly Murs                                                                           | Emma Willis AJ Odudu (Backstage)                                                                                       |
| Vereinigtes Königreich          | The Voice UK                                              | ITV                     | 11. Staffel (2022), Anthonia Edwards             | 3. September 2022 bis 29. Oktober 2022                 | Anne-Marie Will.i.am Tom Jones Olly Murs                                                                           | Emma Willis |
| Vereinigtes Königreich          | The Voice UK                                              | ITV                     | 12. Staffel (2023), Jen & Liv                    | 4. November 2023 bis 30. Dezember 2023                 | Anne-Marie Will.i.am Tom Jones Olly Murs                                                                           | Emma Willis |
| Vereinigtes Königreich          | The Voice UK                                              | ITV                     | 13. Staffel (2024), AVA                          | 31. August 2024 bis 26. Oktober 2024                   | Tom Fletcher und Danny Jones Will.i.am Tom Jones LeAnn Rimes                                                       | Emma Willis |
| Vereinigtes Königreich ( Wales) | Y Llais                                                   | S4C                     | 1. Staffel (2025), Rose Datta                    | 9. Februar 2025 bis 30. März 2025                      | Bryn Terfel Aleighcia Scott Yws Gwynedd Bronwen Lewis                                                              | Sian Eleri |
| Vereinigte Staaten              | The Voice USA                                             | NBC                     | 1. Staffel (2011), Javier Colon                  | 26. April 2011 bis 29. Juni 2011                       | Adam Levine CeeLo Green Christina Aguilera Blake Shelton                                                           | Carson Daly Alison Haislip (Backstage)                                                                                 |
| Vereinigte Staaten              | The Voice USA                                             | NBC                     | 2. Staffel (2012), Jermaine Paul                 | 5. Februar 2012 bis 8. Mai 2012                        | Adam Levine CeeLo Green Christina Aguilera Blake Shelton                                                           | Carson Daly Christina Milian (Backstage)                                                                               |
| Vereinigte Staaten              | The Voice USA                                             | NBC                     | 3. Staffel (2012), Cassadee Pope                 | 10. September 2012 bis 18. Dezember 2012               | Adam Levine CeeLo Green Christina Aguilera Blake Shelton                                                           | Carson Daly Christina Milian (Backstage)                                                                               |
| Vereinigte Staaten              | The Voice USA                                             | NBC                     | 4. Staffel (2013), Danielle Bradbery             | 25. März 2013 bis 18. Juni 2013                        | Adam Levine Usher Shakira Blake Shelton                                                                            | Carson Daly Christina Milian (Backstage)                                                                               |
| Vereinigte Staaten              | The Voice USA                                             | NBC                     | 5. Staffel (2013), Tessanne Chin                 | 23. September 2013 bis 17. Dezember 2013               | Adam Levine CeeLo Green Christina Aguilera Blake Shelton                                                           | Carson Daly |
| Vereinigte Staaten              | The Voice USA                                             | NBC                     | 6. Staffel (2014), Josh Kaufman                  | 24. Februar 2014 bis 20. Mai 2014                      | Adam Levine Usher Shakira Blake Shelton                                                                            | Carson Daly |
| Vereinigte Staaten              | The Voice USA                                             | NBC                     | 7. Staffel (2014), Craig Wayne Boyd              | 22. September 2014 bis 16. Dezember 2014               | Adam Levine Pharrell Williams Gwen Stefani Blake Shelton                                                           | Carson Daly |
| Vereinigte Staaten              | The Voice USA                                             | NBC                     | 8. Staffel (2015), Sawyer Fredericks             | 23. Februar 2015 bis 19. Mai 2015                      | Adam Levine Pharrell Williams Christina Aguilera Blake Shelton                                                     | Carson Daly |
| Vereinigte Staaten              | The Voice USA                                             | NBC                     | 9. Staffel (2015), Jordan Smith                  | 21. September 2015 bis 15. Dezember 2015               | Adam Levine Pharrell Williams Gwen Stefani Blake Shelton                                                           | Carson Daly Christina Grimmie (Backstage)                                                                              |
| Vereinigte Staaten              | The Voice USA                                             | NBC                     | 10. Staffel (2016), Alisan Porter                | 29. Februar 2016 bis 24. Mai 2016                      | Adam Levine Pharrell Williams Christina Aguilera Blake Shelton                                                     | Carson Daly Christina Grimmie (Backstage)                                                                              |
| Vereinigte Staaten              | The Voice USA                                             | NBC                     | 11. Staffel (2016), Sundance Head                | 19. September 2016 bis 13. Dezember 2016               | Adam Levine Miley Cyrus Alicia Keys Blake Shelton                                                                  | Carson Daly |
| Vereinigte Staaten              | The Voice USA                                             | NBC                     | 12. Staffel (2017), Chris Blue                   | 27. Februar 2017 bis 23. Mai 2017                      | Adam Levine Gwen Stefani Alicia Keys Blake Shelton                                                                 | Carson Daly |
| Vereinigte Staaten              | The Voice USA                                             | NBC                     | 13. Staffel (2017), Chloe Kohanski               | 25. September 2017 bis 19. Dezember 2017               | Adam Levine Miley Cyrus Jennifer Hudson Blake Shelton                                                              | Carson Daly |
| Vereinigte Staaten              | The Voice USA                                             | NBC                     | 14. Staffel (2018), Brynn Cartelli               | 26. Februar 2018 bis 22. Mai 2018                      | Adam Levine Kelly Clarkson Alicia Keys Blake Shelton                                                               | Carson Daly |
| Vereinigte Staaten              | The Voice USA                                             | NBC                     | 15. Staffel (2018), Chevel Shepherd              | 24. September 2018 bis 18. Dezember 2018               | Adam Levine Kelly Clarkson Jennifer Hudson Blake Shelton                                                           | Carson Daly |
| Vereinigte Staaten              | The Voice USA                                             | NBC                     | 16. Staffel (2019), Maelyn Jarmon                | 25. Februar 2019 bis 21. Mai 2019                      | Adam Levine Kelly Clarkson John Legend Blake Shelton                                                               | Carson Daly |
| Vereinigte Staaten              | The Voice USA                                             | NBC                     | 17. Staffel (2019), Jake Hoot                    | 23. September 2019 bis 17. Dezember 2019               | Gwen Stefani Kelly Clarkson John Legend Blake Shelton                                                              | Carson Daly |
| Vereinigte Staaten              | The Voice USA                                             | NBC                     | 18. Staffel (2020), Todd Tilghman                | 24. Februar 2020 bis 19. Mai 2020                      | Nick Jonas Kelly Clarkson John Legend Blake Shelton                                                                | Carson Daly |
| Vereinigte Staaten              | The Voice USA                                             | NBC                     | 19. Staffel (2020), Carter Rubin                 | 19. Oktober 2020 bis 15. Dezember 2020                 | Gwen Stefani Kelly Clarkson John Legend Blake Shelton                                                              | Carson Daly |
| Vereinigte Staaten              | The Voice USA                                             | NBC                     | 20. Staffel (2021), Cam Anthony                  | 1. März 2021 bis 25. Mai 2021                          | Nick Jonas Kelly Clarkson John Legend Blake Shelton                                                                | Carson Daly |
| Vereinigte Staaten              | The Voice USA                                             | NBC                     | 21. Staffel (2021), Girl Named Tom               | 20. September 2021 bis 14. Dezember 2021               | Ariana Grande Kelly Clarkson John Legend Blake Shelton                                                             | Carson Daly |
| Vereinigte Staaten              | The Voice USA                                             | NBC                     | 22. Staffel (2022), Bryce Leatherwood            | 19. September 2022 bis 15. Dezember 2022               | Gwen Stefani Camila Cabello John Legend Blake Shelton                                                              | Carson Daly |
| Vereinigte Staaten              | The Voice USA                                             | NBC                     | 23. Staffel (2023), Gina Miles                   | 6. März 2023 bis 23. Mai 2023                          | Niall Horan Kelly Clarkson Chance the Rapper Blake Shelton                                                         | Carson Daly |
| Vereinigte Staaten              | The Voice USA                                             | NBC                     | 24. Staffel (2023), Huntley                      | 25. September 2023 bis 19. Dezember 2023               | Niall Horan Gwen Stefani John Legend Reba McEntire                                                                 | Carson Daly |
| Vereinigte Staaten              | The Voice USA                                             | NBC                     | 25. Staffel (2024), Asher HaVon                  | 26. Februar 2024 bis 21. Mai 2024                      | Chance the Rapper Dan + Shay John Legend Reba McEntire                                                             | Carson Daly |
| Vereinigte Staaten              | The Voice USA                                             | NBC                     | 26. Staffel (2024), Sofronio Vasquez             | 23. September 2024 bis 10. Dezember 2024               | Michael Bublé Gwen Stefani Snoop Dogg Reba McEntire                                                                | Carson Daly |
| Vereinigte Staaten              | The Voice USA                                             | NBC                     | 27. Staffel (2025), Adam David                   | 3. Februar 2025 bis 20. Mai 2025                       | Adam Levine Michael Bublé John Legend Kelsea Ballerini                                                             | Carson Daly |
| Vietnam                         | Giọng hát Việt                                            | Vietnam TV              | 1. Staffel (2012/13), Phạm Thị Hương Tràm        | 8. Juli 2012 bis 13. Januar 2013                       | Thu Minh Trần Lập Hồ Ngọc Hà Đàm Vĩnh Hưng                                                                         | Phan Anh Phương Mai (Backstage)                                                                                        |
| Vietnam                         | Giọng hát Việt                                            | Vietnam TV              | 2. Staffel (2013), Vũ Thảo My                    | 19. Mai 2013 bis 15. Dezember 2013                     | Hồng Nhung Mỹ Linh Quốc Trung Đàm Vĩnh Hưng                                                                        | Phan Anh Yumi Dương (Backstage)                                                                                        |
| Vietnam                         | Giọng hát Việt                                            | Vietnam TV              | 3. Staffel (2015), Nguyễn Đức Phúc               | 10. Mai 2015 bis 20. September 2015                    | Mỹ Tâm Tuấn Hưng Thu Phương Đàm Vĩnh Hưng                                                                          | Phan Anh Phạm Mỹ Linh (Backstage)                                                                                      |
| Vietnam                         | Giọng hát Việt                                            | Vietnam TV              | 4. Staffel (2017), Ali Hoàng Dương               | 12. Februar 2017 bis 4. Juni 2017                      | Thu Minh Tóc Tiên Đông Nhi Noo Phước Thịnh                                                                         | Nguyên Khang Tim (Backstage) Đặng Quỳnh Chi (Backstage)                                                                |
| Vietnam                         | Giọng hát Việt                                            | Vietnam TV              | 5. Staffel (2018), Trần Ngọc Ánh                 | 20. Mai 2018 bis 2. September 2018                     | Lam Trường Tóc Tiên Thu Phương Noo Phước Thịnh                                                                     | Phí Linh Ali Hoàng Dương (Backstage)                                                                                   |
| Vietnam                         | Giọng hát Việt                                            | Vietnam TV              | 6. Staffel (2019), Hoàng Đức Thịnh               | 14. April 2019 bis 21. Juli 2019                       | Hồ Hoài Anh Tuấn Hưng Tuấn Ngọc Thanh Hà                                                                           | Phí Linh Ali Hoàng Dương (Backstage)                                                                                   |

## Jurymitglieder in mehreren The-Voice-Ausgaben
Folgende Jurymitglieder nahmen an mindestens zwei verschiedenen The-Voice-Ausgaben teil:
| Coach               | Erste The-Voice-Ausgabe | Erste The-Voice-Ausgabe         | Erste The-Voice-Ausgabe         | Zweite The-Voice-Ausgabe | Zweite The-Voice-Ausgabe        | Zweite The-Voice-Ausgabe                     | Dritte The-Voice-Ausgabe | Dritte The-Voice-Ausgabe | Dritte The-Voice-Ausgabe |
| Coach               | Land                    | Titel der Show                  | Staffel                         | Land                     | Titel der Show                  | Staffel                                      | Land                     | Titel der Show           | Staffel                  |
| ------------------- | ----------------------- | ------------------------------- | ------------------------------- | ------------------------ | ------------------------------- | -------------------------------------------- | ------------------------ | ------------------------ | ------------------------ |
| David Bisbal        | Spanien                 | La Voz                          | 1 (2012) bis 2 (2013)           | Mexiko                   | La voz… México                  | 3 (2013)                                     | ---                      | ---                      | ---                      |
| Lara Fabian         | Kanada                  | La voix                         | 6 (2018) bis 7 (2019)           | Frankreich               | The Voice: La plus belle voix   | 9 (2020)                                     | ---                      | ---                      | ---                      |
| Luis Fonsi          | Chile                   | The Voice Chile                 | 1 (2015) bis 2 (2016)           | Spanien                  | La Voz                          | 6 (2019), 8 (2021)                           | ---                      | ---                      | ---                      |
| Garou               | Frankreich              | The Voice: la plus belle voix   | 1 (2012) bis 3 (2014), 5 (2016) | Kanada                   | La Voix                         | 6 (2018), 8 (2020)                           | ---                      | ---                      | ---                      |
| Boy George          | Vereinigtes Königreich  | The Voice UK                    | 5 (2016)                        | Australien               | The Voice                       | 6 (2017) bis 9 (2020)                        | ---                      | ---                      | ---                      |
| Jennifer Hudson     | Vereinigtes Königreich  | The Voice UK                    | 6 (2017) bis 8 (2019)           | Vereinigte Staaten       | The Voice                       | 13 (2017), 15 (2018)                         | ---                      | ---                      | ---                      |
| Jessie J            | Vereinigtes Königreich  | The Voice UK                    | 1 (2012) bis 2 (2013)           | Australien               | The Voice                       | 4 (2015) bis 5 (2016)                        | ---                      | ---                      | ---                      |
| Ronan Keating       | Australien              | The Voice                       | 5 (2016)                        | Deutschland              | The Voice of Germany            | 13 (2023)                                    | ---                      | ---                      | ---                      |
| Ani Lorak           | Ukraine                 | Голос країни                    | 4 (2014)                        | Russland                 | Голос                           | 7 (2018/19)                                  | ---                      | ---                      | ---                      |
| Ricky Martin        | Australien              | The Voice                       | 2 (2013) bis 4 (2015)           | Mexiko                   | La voz… México                  | 4 (2014)                                     | ---                      | ---                      | ---                      |
| Kylie Minogue       | Vereinigtes Königreich  | The Voice UK                    | 3 (2014)                        | Australien               | The Voice                       | 3 (2014)                                     | ---                      | ---                      | ---                      |
| Ricardo Montaner    | Kolumbien               | La Voz… Colombia                | 1 (2012) bis 2 (2013)           | Argentinien              | La Voz… Argentina               | 2 (2018), 3 (2021)                           | Mexiko                   | La Voz                   | 8 (2019) bis 9 (2020)    |
| Lene Nystrøm        | Dänemark                | Voice – Danmarks største stemme | 1 (2011/12) bis 2 (2012)        | Norwegen                 | The Voice – Norges Beste Stemme | 2 (2013)                                     | ---                      | ---                      | ---                      |
| Rita Ora            | Vereinigtes Königreich  | The Voice UK                    | 4 (2015)                        | Australien               | The Voice                       | 10 (2021) bis 12 (2023)                      | ---                      | ---                      | ---                      |
| Laura Pausini       | Mexiko                  | La voz… México                  | 4 (2014), 6 (2017)              | Spanien                  | La Voz                          | 3 (2015), 7 (2020)                           | ---                      | ---                      | ---                      |
| LeAnn Rimes         | Australien              | The Voice                       | 13 (2024)                       | Vereinigtes Königreich   | The Voice UK                    | 13 (2024)                                    | ---                      | ---                      | ---                      |
| Jerry Rivera        | Peru                    | La voz Perú                     | 1 (2013) bis 2 (2014)           | Ecuador                  | La Voz Ecuador                  | 1 (2015)                                     | ---                      | ---                      | ---                      |
| José Luis Rodríguez | Argentinien             | La Voz… Argentina               | 1 (2012)                        | Peru                     | La voz Perú                     | 1 (2013) bis 2 (2014)                        | Chile                    | The Voice Chile          | 4 (2023)                 |
| Paulina Rubio       | Mexiko                  | La voz… México                  | 2 (2012)                        | Spanien                  | La Voz                          | 6 (2019)                                     | ---                      | ---                      | ---                      |
| Alejandro Sanz      | Mexiko                  | La voz… México                  | 1 (2011), 5 (2016)              | Spanien                  | La Voz                          | 3 (2015) bis 4 (2016), 7 (2020) bis 8 (2021) | ---                      | ---                      | ---                      |
| Carlos Vives        | Kolumbien               | La Voz… Colombia                | 1 (2012)                        | Mexiko                   | La voz… México                  | 6 (2017)                                     | ---                      | ---                      | ---                      |
| will.i.am           | Vereinigtes Königreich  | The Voice UK                    | 1 (2012) bis 13 (2024)          | Australien               | The Voice                       | 3 (2014)                                     | ---                      | ---                      | ---                      |